# Omelette
Pour l’article ayant un titre homophone, voir Hommelette.
 (juillet 2023).
La mise en forme du texte ne suit pas les recommandations de Wikipédia : il faut le « wikifier ».
Les points d'amélioration suivants sont les cas les plus fréquents. Le détail des points à revoir est peut-être précisé sur la page de discussion.
- Les titres sont pré-formatés par le logiciel. Ils ne sont ni en capitales, ni en gras.
- Le texte ne doit pas être écrit en capitales (les noms de famille non plus), ni en gras, ni en italique, ni en « petit »…
- Le gras n'est utilisé que pour surligner le titre de l'article dans l'introduction, une seule fois.
- L'italique est rarement utilisé : mots en langue étrangère, titres d'œuvres, noms de bateaux, etc.
- Les citations ne sont pas en italique mais en corps de texte normal. Elles sont entourées par des guillemets français : « et ».
- Les listes à puces sont à éviter, des paragraphes rédigés étant largement préférés. Les tableaux sont à réserver à la présentation de données structurées (résultats, etc.).
- Les appels de note de bas de page (petits chiffres en exposant, introduits par l'outil «  Source ») sont à placer entre la fin de phrase et le point final[comme ça].
- Les liens internes (vers d'autres articles de Wikipédia) sont à choisir avec parcimonie. Créez des liens vers des articles approfondissant le sujet. Les termes génériques sans rapport avec le sujet sont à éviter, ainsi que les répétitions de liens vers un même terme.
- Les liens externes sont à placer uniquement dans une section « Liens externes », à la fin de l'article. Ces liens sont à choisir avec parcimonie suivant les règles définies. Si un lien sert de source à l'article, son insertion dans le texte est à faire par les notes de bas de page.
- La présentation des références doit suivre les conventions bibliographiques. Il est recommandé d'utiliser les modèles {{Ouvrage}}, {{Chapitre}}, {{Article}}, {{Lien web}} et/ou {{Bibliographie}}. Le mode d'édition visuel peut mettre en forme automatiquement les références.
- Insérer une infobox (cadre d'informations à droite) n'est pas obligatoire pour parachever la mise en page.

Pour une aide détaillée, merci de consulter Aide:Wikification.
Si vous pensez que ces points ont été résolus, vous pouvez retirer ce bandeau et améliorer la mise en forme d'un autre article.
L'omelette est une préparation culinaire à base d'œufs battus, salée ou sucrée, parfois garnie, fourrée, aromatisée ou flambée traditionnellement cuite à la poêle avec un corps gras.
Il s'agit d'un terme générique qui recouvre divers procédés et présentations: cuisson à la poêle d'un côté et pliage, ou roulage (tamagoyaki), ou des 2 côtés (frittata, tortilla, ejjeh), cuisson au four, au micro-ondes. Il existe deux méthodes de préparation : l'omelette simple (jaune et blanc d'œufs battus ensemble) et l'omelette soufflée (blanc monté en neige séparément).
L'époque contemporaine voit se développer d'un côté un univers socialisé de l'omelette, présente dans les spectacles, les manifestations collectives (Omelettes géantes), la compétition (records du monde), le référentiel de la langue et de l'autre, chez les anglo-américains surtout, puis dans la cuisine internationalisée, sa présence au petit déjeuner.
L'interprofession française des œufs indique que l'omelette est la seconde recette d'œufs favorite des français (CSA - 2021) pour 26 % de la population, derrière l'œuf au plat (29 % de la population) et devant l'œuf à la coque (17 %).

## Étymologie et dénomination

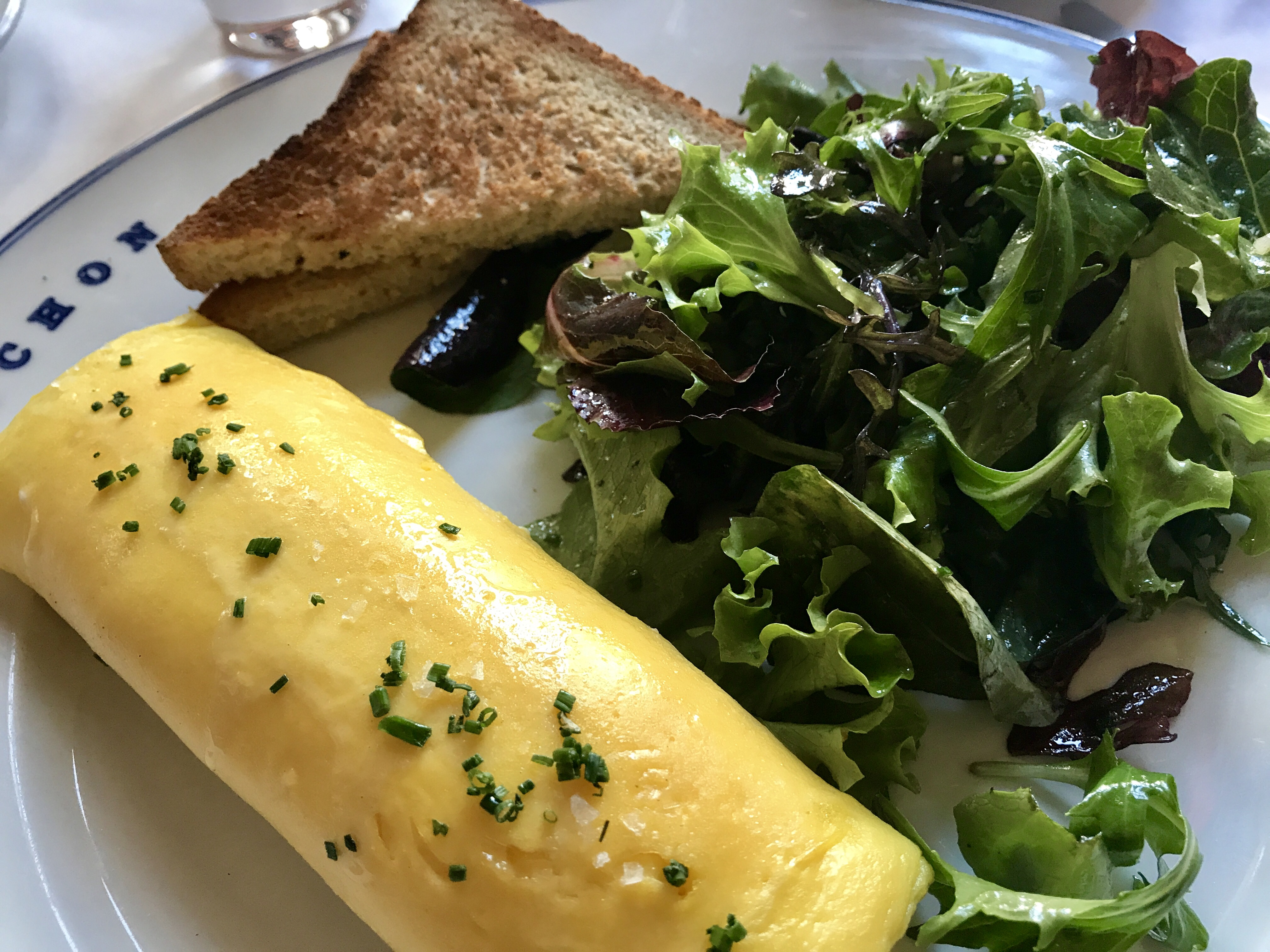
Omelette nature uniformément dorée.

Ménage pense que le mot vient de l'italien animelle car c'est une fricassée de petits morceaux de poulet avec des œufs, Rabelais écrit haumelaicte, La Motte le Vayer d'œufs meslez - latin ova mellita (à la mode dans la Rome antique), Bochart du grec αμυλατον (amylaton) de (αμα λυειν : battre ensemble),,. Littré donnait l'ancien français alumelle de lamella (petite lame) car elle est plate, altération probablement méridionale depuis le latin ovum (œuf). Edmond Johanet (1874) reconstitue une étymologie possible du grec αμυλος (amylos) pâtisserie, tourte, qui donne amyle, amele, alumelle (dans le Ménagier de Paris, 1393), le picard amelète, bas Maine amelette, puis omelette,,.
Jusqu'au XVIe siècle, on dit omelette d'œufs (comme l'espagnol tortilla de huevos, le portugais fritada d'ovos, l'allemand Eierkuchen) « Aumelette, amelette, l'un et l'autre se dit mais l'usage est omelette » écrit Pierre Richelet, en 1707,. Selon Gilles Ménage, les Champenois appelaient vote une omelette volta, car on la tourne dans la poêle (curieuse explication dans la mesure où on ne cuit pas une omelette des 2 côtés - Les origines de la langue française. 1650).

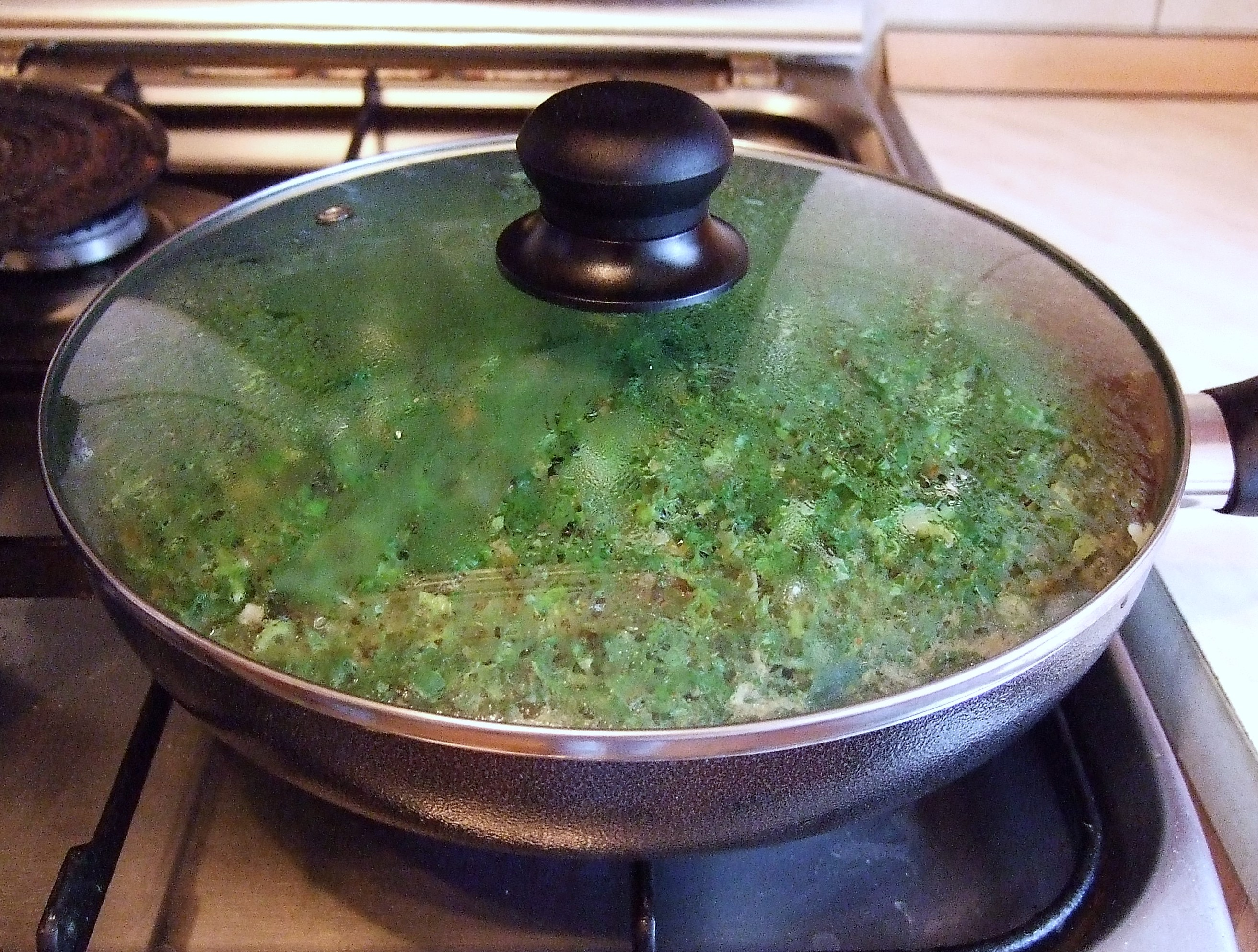
Le kookoo (Iran) est une préparation où l'œuf est minoritaire, très cuite souvent au four avec un couvercle qui ne saurait être tenu pour l'origine de l'omelette.

« Omelette » donne l'anglais omelette, omelet, french omelet, plain omelet, l'allemand Omelett, l'italien omelette parfois omeletta, l'espagnol tortilla francesa ou omelet pour l'omelette poêlée pliée, le japonais オムレツ (omuretsu) différente de l'omelette roulée ou tamagoyaki, 오믈렛 (omeulles) en coréen, le chinois 西式蛋餅 (xīshì dàn bǐng) gâteau d'œufs de style occidental, l'arabe العجة (aleija), tunisien عجة (eija),.
La littérature écrite numérisée en langue française (de 1600 à 2000) indique une forte fréquence d'emploi du mot omelette pendant ou après les guerres (1870, 1917 à 1926, 1945).

## Histoire

### Antiquité
L'antiquité gréco-romaine pas plus que l'Asie orientale ne connaissaient l'omelette. Les gymnosophistes parlent d'omelettes dans les banquets d'Agamemnon, en Perse, d'autres d'une étymologie latine ova mellita - gâteau d'œufs au miel cuit au four, pour le moins les véritables poêles à frire ne sont pas attestées chez les anciens,,,.

### Moyen Âge arabe: premières omelettes
Le haut Moyen Âge arabe et andalou donne des recettes cuites dans des plats de céramique. En 940, Ibn Sayyar al-Warraq donne uneʿujja blanche faite d'œufs battus cuits sur des verdures au murrî dans un pot (qidr) qu'on retourne sur le plat de cuisson des poireaux et oignons.
Des poêlons de fer sont mentionnées par Ibn Zuhr (1074-1162). Ibn Razin al-Tuyibi (Murcie, entre 1238 et 1266) utilise des poêles en fer, dans la Ve partie de son livre il donne deux recettes d'omelettes cuites à la poêle dont la no 8 est une omelette authentique: « Dans une terrine, battre énergiquement des œufs, beaucoup de jus de coriandre verte, des miettes de pain, des amandes et noix pilées, sel et poivre. Verser dans une poêle qui contient beaucoup d'huile, retourner doucement pour bien dorer les bords, mettre dans un plat et manger en paix ». Sa recette no 1 décrit comment plier ou rouler l'omelette, après pliage il coupe des tranches qu'il frit avant de les servir. Le même auteur indique que l'usage des ustensiles de cuisson en fer est limité et d'un entretien délicat, la vaisselle de terre cuite est majoritaire,.

### XVesiècle
Heather Arndt Anderson (2013) (qui ne mentionne pas Ibn Razin al-Tuyibi) dans son Histoire du petit déjeuner fait remonter l'omelette au kuku ou kookoo (persan : کوکو) qui est une préparation avec davantage de fines herbes que d'œuf (oignon vert, persil, ciboulette, coriandre, aneth, épinards, laitue, fenugrec, le tout est vert foncé : کوکو سبزی / kuku -ye sabzi) avec pomme de terre dans la variante (کوکو سیب زمینی / kuku-ye sibzamini) et de nombreux autres mélanges. D'après lui ce plat aurait inspiré l'herbolat médiévale du Ménagier de Paris,. Mais, d'une part le kuku n'est pas attesté avant les safavides, soit XVIe siècle, postérieurement au Ménagier, d'autre part il est décrit comme un curry. Dans ses versions actuelles sa finition est ou au four ou couvercle fermé, ce qui le rapproche d'une frittata (comme l'eggah ou ajjah levantin, arabe: عجة, romanisé ʿujja) mais non d'une omelette.
L'omelette actuelle a un lien avec l'origine de la poêle à frire en fer. Son usage se développe avec l'évolution de la métallurgie, au XVe siècle, et la généralisation du haut fourneau et des procédés d'affinage. En ancien français pele, paële (paele à feu, poêle à frire), latin patella, qui donnera poêle est d'un usage tardif (XVe),. Jean de Bockenheim (vers 1430) décrit sa façon de faire une omelette aux oranges (bigarades) fritatem de pomeranciis, en cuisant les œufs battus avec le jus d'orange et du sucre dans une poêle avec de l'huile d'olive : fac califieri in patella, et mitte ilia ova intus (fait chauffer la poêle et met les œufs à cuire).

### L'inconnue des omelettes précolombiennes

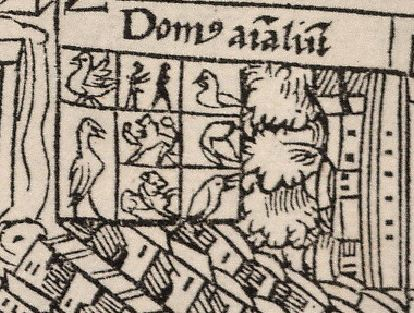
Cages à oiseaux de l'empereur Moctezuma II à Tenochtitlan (1524), Hernán Cortés parle d'omelettes aztèques dont nous ne savons rien.

On ignore tout des omelettes aztèques vendues sur les marchés de Tenochtitlán, au témoignage d'Hernán Cortés et de Francisco López de Gómara, lors de l'arrivée des Espagnols en Amérique en 1519 : « Ils vendent des œufs de poules et d'oies, et de tous les autres oiseaux que j'ai dit, en grande quantité ; ils vendent des omelettes à base d'œufs (venden tortillas de huevos) » peut-on lire dans la Segunda carta de relación de Hernán Cortés,.

### Ancien Régime et omelettes royales
François Marin avait créé pour Louis XV l'omelette royale aux crêtes de coqs et aux laitances de carpes, qui revenait à l'époque à cent écus. Ce monarque faisait lui-même l'omelette quand il recevait chez lui, la comtesse Du Barry écrit que les rois sont mauvais cuisiniers, son omelette « était brûlée d'une manière épouvantable. Tous les convives la regardaient d'un œil consterné ». Cette affirmation n'est pas confirmée en Espagne. En 1916 encore, on rapporte la traditionnelle omelette royale séculaire espagnole qui veut qu'au Palais Royal de Madrid on apporte au roi (Alphonse XIII à l'époque) au cours du souper de la nuit de Noël, une grande poêle, des œufs, du beurre et des fines tranches de jambon. La France de demain écrit « il réussit à merveille dans l’art subtil de retourner le mélange d’œufs et de bacon. La reine, la première, fut priée de donner son avis sur les talents culinaires de son époux. Et elle ne lui ménagea pas les éloges ».

## Omelette cuite à la poêle
On distingue en cuisine classique les omelettes simples (nature ou avec divers ingrédients mélangés aux œufs battus), les omelettes fourrées ou garnies, les omelettes sucrées (dont les flambées même s'il existe des salées flambées) et les soufflées et mousseline. Toutes sont cuites à la poêle, soit d'un seul côté puis pliées en 3, en porte manteau ou roulées, les anglo-américaines étant simplement pliées en 2, soit cuites des 2 côtés (frittata, tortilla, ejjeh, etc.). Les soufflées sont terminées au four, les flambées par flambage.

### Omelette pliée

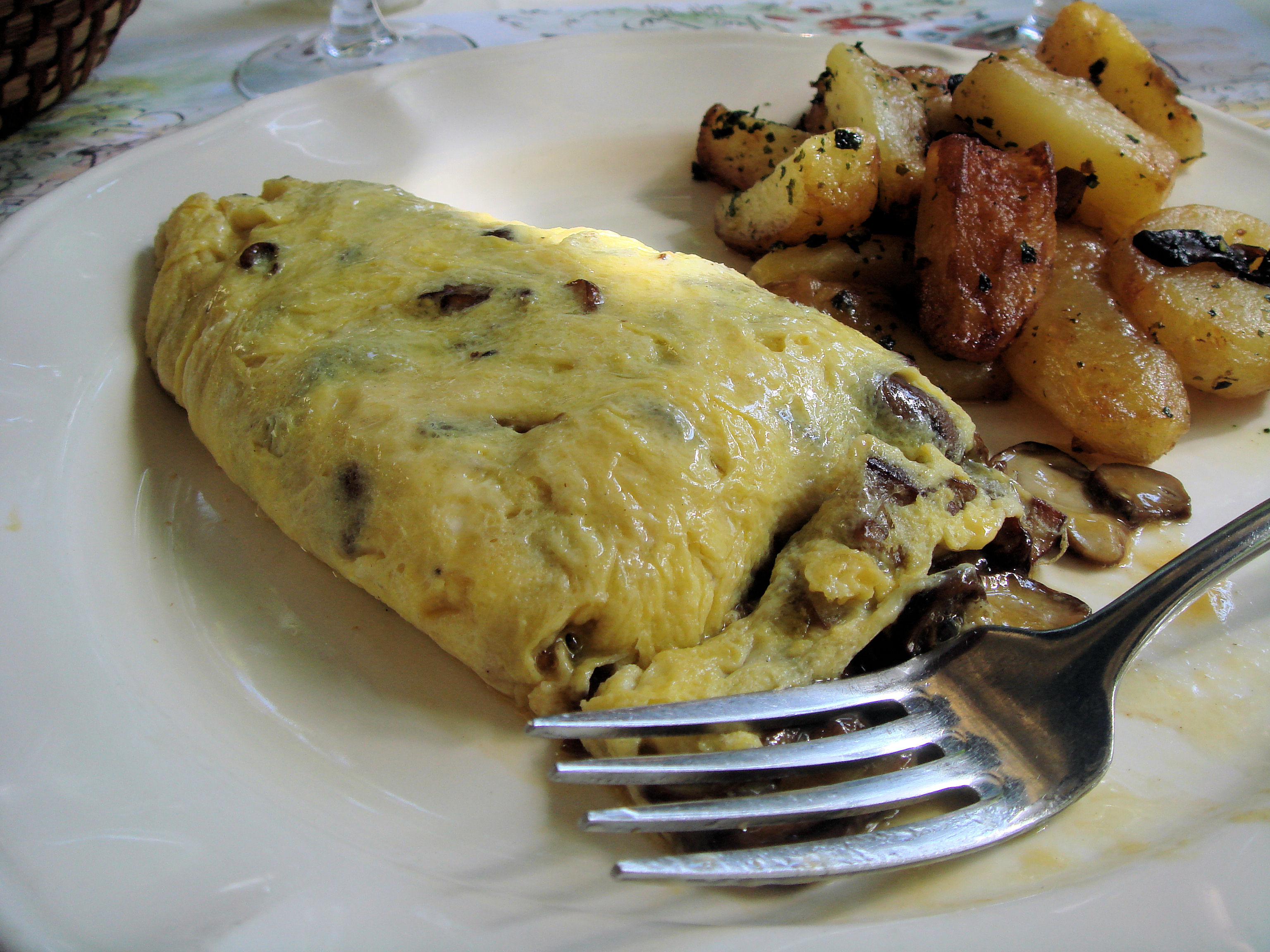
Omelette aux cèpes parfaitement pliée.

Il s'agit de l'omelette classique de la cuisine française, dont Urbain Dubois (1876) donne les versions toujours les plus courantes et les tours de main dans son École des cuisinières.
Jules Gouffé (1870) écrit : « La réussite de l'omelette dépend de l'observation de 3 points essentiels : l'omission de l'un d'eux fait souvent manquer l'opération ».
1. Il ne faut jamais faire une omelette de plus de 8 œufs : il vaut mieux en faire 2 ou 3 de 8 œufs que de les faire trop grosses (1873)[38] (A. Bergeret dans Le Béarn à table - 1921- écrit 10 œufs maximum pour une omelette parfaite[39]) ;
2. On doit employer une poêle qui lui est spécialement destinée,
3. « On ne doit pas battre les œufs pendant trop longtemps… on tue les œufs en les agitant à l'excès, et on n'arrive jamais à avoir une omelette de bon goût ni de bonne mine ».

#### Appareil à omelette
La préparation d'une omelette n'est pas aussi simple qu'il n'y paraît et elle demande un certain tour de main. La poêle doit être mise à chauffer de façon à recevoir les œufs battus sans délai (« je jette les œufs battus dans la poêle immédiatement », dit la mère Poulard). On compte 2 à 3 œufs par personne.
Pour l'omelette classique les œufs sont cassés dans une terrine avec du sel (et du poivre - Dubois met aussi de la muscade, A. Bautte cite le paprika) puis battus avec une grande fourchette mais certains utilisent un fouet,,,,.
L'énergie à appliquer lorsqu'on bat les œufs est une question débattue. Julie Lezzie (2021) écrit que le battage doit permettre la formation d'une mousse à la surface qui sera la condition d'obtention d'une omelette légère : « Le secret d'une omelette légère c'est l'air qu'on y fait rentrer ». Les auteurs classiques battent peu les œufs. « Il faut aussi éviter de battre trop les œufs et de les cuire fortement, l'omelette devant toujours être mousseuse » (Jules Gouffé, 1873). La mère Poulard les battait modérément. L'idée qu'une l'omelette mal battue reste lourde et indigeste est infirmée par A. Bautte (1907): « battre peu et doucement, juste pour opérer le mélange des jaunes et des blancs, afin de ne pas briser le corps de l'œuf. Car plus l'œuf est battu, surtout violemment, plus il devient liquide et mousseux... À la cuisson l'œuf liquéfié devient lourd, dur et de peu de qualité. Au contraire, l'œuf peu battu, mélangé sans violence, apparait s'il est cuit vivement très léger comme un soufflé, il a forcément meilleur gout et est plus fin,, ».
On rencontre des recettes où est ajoutée une goutte de liquide (lait, eau). « Il y a un truc pour réussir infailliblement une omelette... cassez vos œufs dans un récipient assez évasé et, avant de les battre, ajoutez 4 ou 5 gouttes de lait et 5 ou 6 gouttes d'eau » (Henri Philippon, 1977). Alexandre Dumas (1882) ajoute une cuillerée de crème et rebat à nouveau, la mère Poulard ne le fait pas, quand il le fait Louis Ligier (1755) l'appelle « omelette à la crème ». Bautte met toujours un peu de crème dans ses omelettes sucrées pour les rendre plus légères. D'autres battent les blancs en neige avant de les mélanger au jaune pour obtenir une omelette aérienne, la mère Poulard ne le fait pas (« j'aurais perdu tous les blancs »), en revanche les œufs battus en neige sont indispensables pour l'omelette soufflée qui, elle, se cuit au four,,.
Enfin, on peut ajouter un peu de corps gras à l'appareil à omelette: beurre fondu, crème ou huile d'olive.

#### Cuisson et dressage

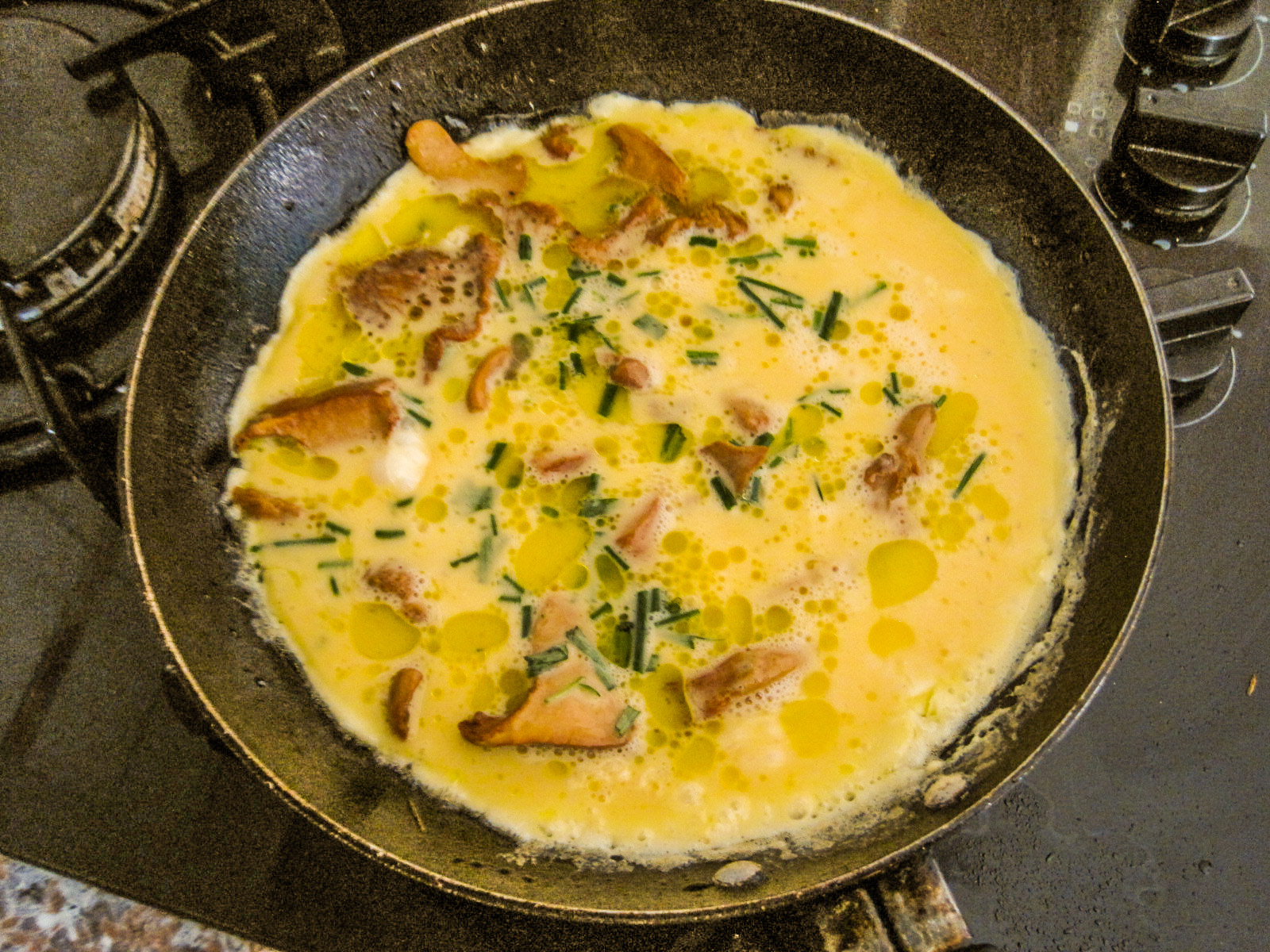
Cuisson d'une omelette aux girolles.

##### La poêle
Les poêles à omelette en fer, lourdes, avec un grand manche et une jupe de forme arrondie pour faire glisser et rouler l'omelette sont reconnues les meilleures, Urbain Dubois disait « les poêles à omelettes ne doivent absolument servir qu'à cet usage ; elles ne doivent pas être lavées, mais simplement bien essuyées ». Elles sont supplantées par les poêles antiadhésives ou les poêles à charnière (qui facilitent le pliage en 2). La poêle à tortilla est une double poêle qui permet de cuire l'omelette des 2 côtés sans les risques du retournement pour sa forme ronde.
Les omelettes roulées de type tamagoyaki se font de préférence dans des poêles rectangulaires (tamagoyaki-ki) ou des poêles à compartiments (qui donnent un rouleau homogène sur toute sa longueur mais exigent un tour de main cuire, rouler, cuire, rouler...), la frittata est soit retournée soit sa cuisson est terminée au four,. Les japonais utilisent des poêles individuelles à manches verticaux 親子鍋 (oyako nabe) pour faire les petites omelettes à poser sur le riz ou oyakodon. En Inde, l'omelette Karandi se cuit dans une poêle hémisphérique dédiée ou un plat à trous hémisphériques, elle est retournée sur l'assiette et conserve en principe une forme de dôme.

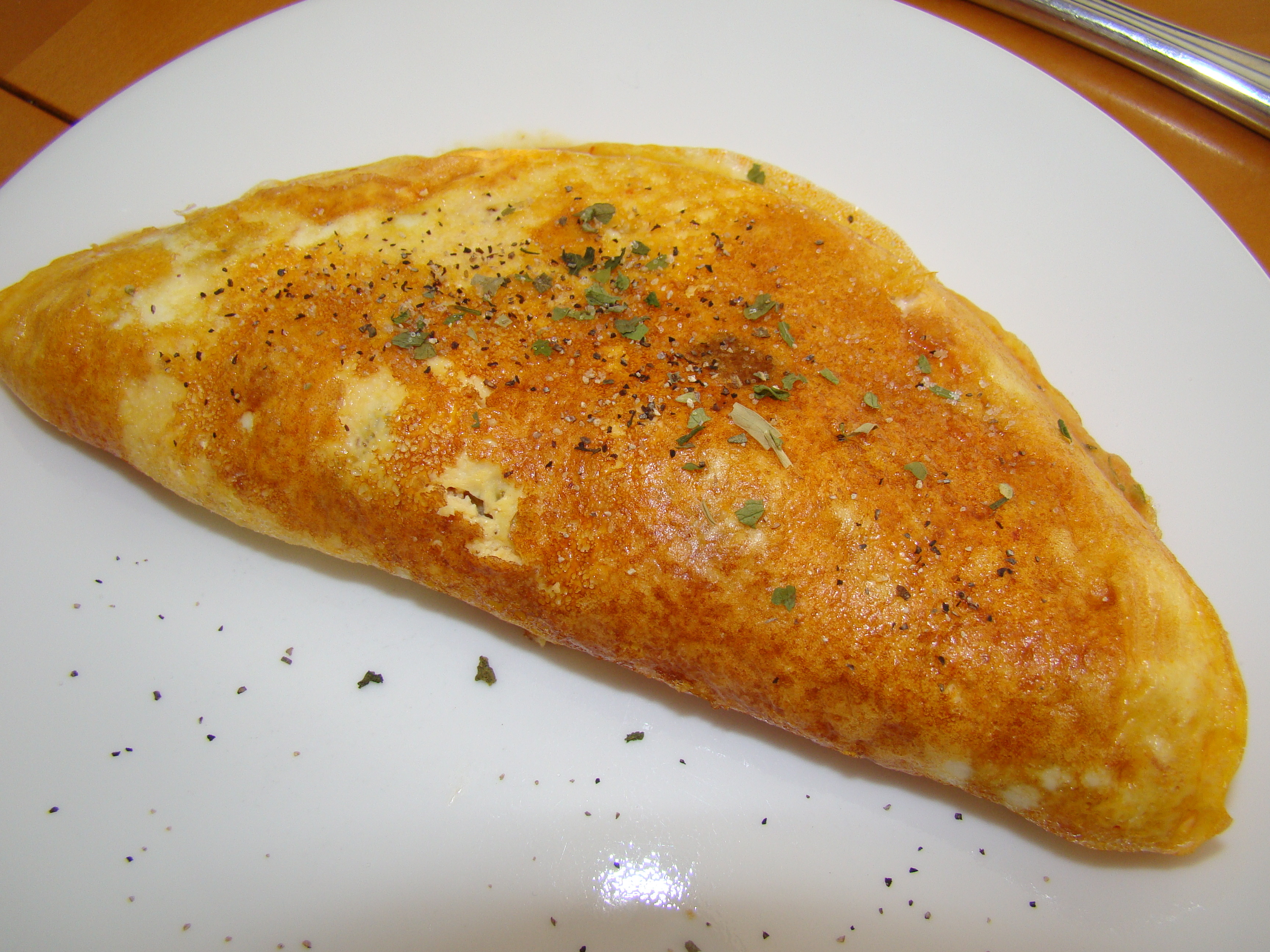
Omelette trop cuite.

La poêle est graissée uniformément au beurre (peu de beurre, de préférence clarifié), à l'huile, au lard, de la graisse d'oie, de la graisse de rognon de mouton, du gras de jambon et raisonnablement chaude,. Toutes les autorités s'accordent sur un point : il faut utiliser du très bon beurre frais et ne pas le brûler : « ce qui est vrai est que nous avons le meilleur beurre du pays, et que nous n'y regardons pas, nous ne le faisons pas roussir dans la poêle, et surtout nous nous gardons de trop cuire (mère Poulard), ». Nicolas de Bonnefons (1679) décrit les opérations : « chauffez [le beurre] tant qu'il ne pétille plus, ou ne fasse plus de bruit, qui est moment où il commence à roussir ; versez y les œufs battus... donnez un feu bien vif, afin que l'omelette prenne une belle couleur sans être par trop cuite, mais qu'en la tirant du feu elle soit un peu baveuse, puis la coulerez dans un plat ».

##### La fourchette
« Pour moi l'omelette parfaite est préparée avec rien d'autre qu'un fourchette, mais il y a des gens qui prétendent qu'on peut tolérer l'usage d'une spatule » écrit Mary Adkins (2020) à propos de l'omelette transcendantale (qui transcende le gout d'œuf). La fourchette sert à battre les œufs en les soulevant, on sait que l'œuf est bien battu quand il s'écoule de la fourchette élevée comme un liquide. La fourchette sert ensuite à aplatir la surface de l'omelette dans la poêle et la détacher des bords et à les ramener doucement vers le centre pour que l'œuf encore liquide y coule et y cuise. Michel Maincent-Morel (2015) qui réalise son omelette intégralement avec une fourchette signale que certains professionnels n'utilisent pas la fourchette pour la cuisson mais vannent l'omelette en tournant la poêle. La généralisation des poêles anti adhésives, à qui la fourchette métallique peut causer des dommages, a fait apparaitre des ensembles fourchette nylon à dents perlées (dont le bout des dents ne pique pas) et spatule de retournement (il existe des comparaisons de spatules à plier les omelettes, le silicone est apprécié),. Les fourchettes plates à 5 dents prétendent battre et plier comme une spatule.

##### La cuisson à point

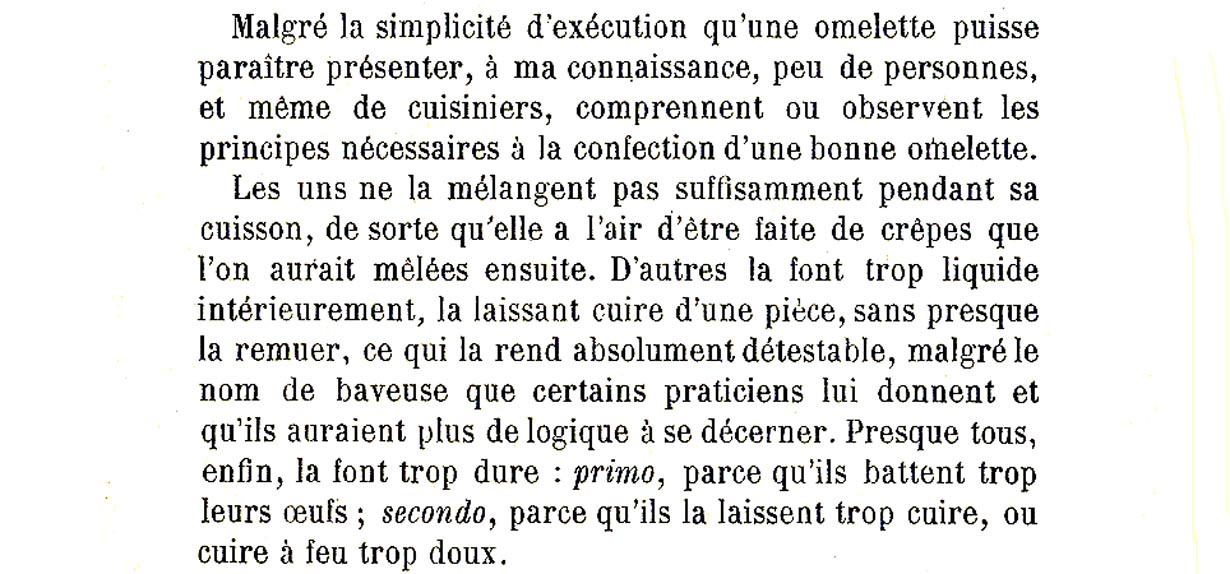
A. Bautte (1906). Comment faire une bonne omelette légère ?

La cuisson doit rester rapide. Il est recommandé de surveiller l'omelette tout au long de la cuisson, et de ramener les bords vers le centre afin qu'ils cuisent plus vite. Une autre technique consiste à soulever le contour de l'omelette au début de la cuisson tout en faisant couler la partie liquide à l'endroit ainsi découvert. Quand l'omelette est prise, elle doit avoir une belle couleur dorée en dessous.
Si le nombre des œufs est trop important pour la grandeur de la poêle, l'omelette est trop épaisse, cause de mauvaise cuisson et d'omelette dure, il faut alors la retourner et si le beurre est trop chauffé, l'omelette est âcre, s'il ne l'est pas assez elle manque de goût. Trop cuite, elle est sèche. La cuisson parfaite est moelleuse à l’intérieur et cuite à point à l’extérieur ; autrement dit, baveuse au sens de l'Académie française (Dictionnaire, 1778) : « omelette baveuse : une omelette qui passée de telle sorte dans la poêle, après en avoir bien battu les œufs, qu'elle en est plus mollette et plus délicate ».
Maurice Lelong o.p. cite Cuisine et Vins de France à propos du débat entre moelleuse ou baveuse donne la règle d'or: « L'omelette à point est celle dont l'intérieur présente la consistance des œufs brouillés [coulante à la française et non dur et compacte à l'américaine trop cuits] et dont l'extérieur a tout juste la solidité nécessaire pour qu'on puisse la rouler sur elle-même. Comment obtenir ce chef-d'œuvre de justesse et de mesure? Il faut apprendre ».

##### Pliage et finition
Une fois que l'œuf est pratiquement cuit et qu'il ne reste qu'une fine couche non coagulée à la surface, soit on la garnit soit on la plie ou on la roule. Classiquement on la plie en 3, (rabattre un côté vers le centre puis l'autre) ou en 5 en porte manteau (après avoir plié en 3, on ramène les deux bouts vers le centre) et on la retourne sur le plat de service, en chausson,,. Sinon on la roule («soulever le bord avec la fourchette et à mesure incliner la poêle du côté opposé au manche, en ayant soin de tenir le feu plus vers le manche qu'au milieu de la poêle, et on roule»).
L'omelette en place il reste à la faire briller en la badigeonnant de beurre fondu, on appelle cette façon de faire lustrer. Puis selon les gouts à déglacer la poêle au vinaigre (ou au verjus) qu'on verse sur l'omelette fumante,. L'omelette anglo-américaine se plie en deux, elle a la forme d'un demi-cercle garni entre les deux plis.

### Accompagnements
Jean-François Bastien dit que quelques-uns la mangent avec de la moutarde, sont également possibles le vinaigre, le jus de citron ou d'agrumes acides japonais yuzu, sudachi. L'usage autorise omelette-salade, salade verte, cresson, etc.. Quant au vin, l'unanimité est aux vins blancs (Alsace traminer), les pétillants surtout, Champagne blanc de blanc, ou une bière blanche,.

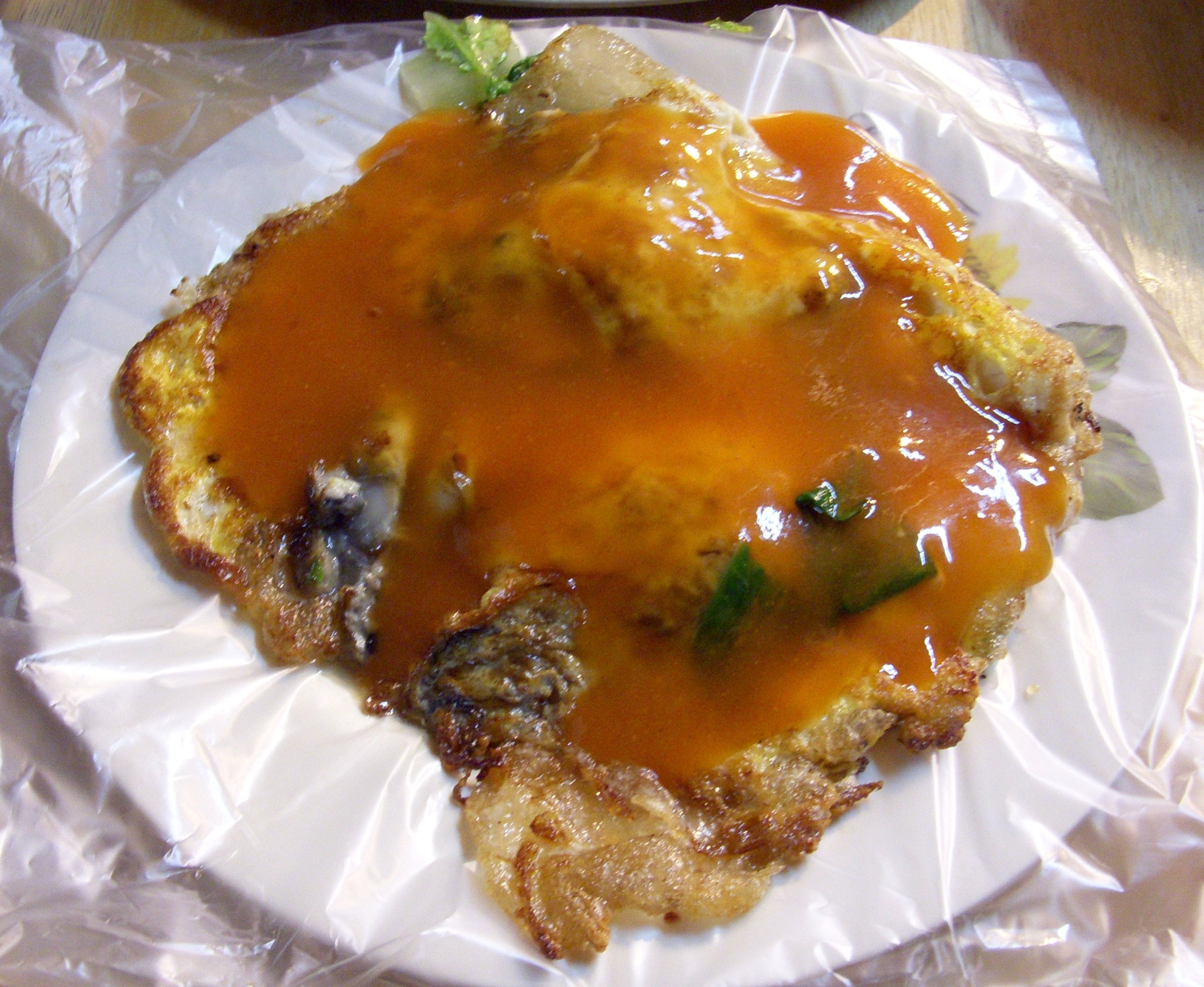
Omelette préparée à Taïwan

The Guardian, fidèle à la tradition britannique de l'omelette au petit-déjeuner écrit « curieusement, il y a quelque chose dans les composés amers du café qui en font un contrepoint [à l'omelette] préférable au thé ».

### Omelette roulée

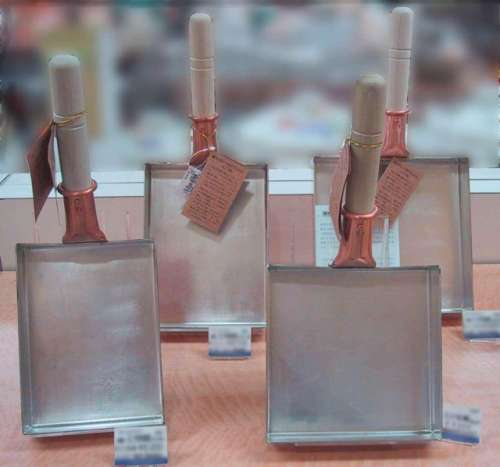
Poêle à omelette roulée :.

L'omelette roulée était une façon de présenter l'omelette expliquée dès 1722 par François Massialot: « étant cuite et de belle couleur, vous la roulez par un bout jusqu'à l'autre, et la dressez dans un petit plat ». Le Journal de l'enseignement (1892) note que le vrai talent est de saisir le point exact de cuisson où on doit commencer à la rouler en tournant vers soi. Femme française (1950) trouve la parade avec une omelette mince et sèche qu'on pose sur une planche puis qu'on recouvre d'une tranche de jambon et enfin qu'on roule avant de la beurrer.
Le tamagoyaki (卵焼き) de tamago (œuf) et yaki (grillé) est une fine omelette roulée faite pour être découpée en tranches et mangée (chaude ou froide) avec des baguettes. L'appareil à omelette (salé et sucré) est assoupli avec bouillon de dashi, mirin et sauce soja. On utilise une poêle rectangulaire (dans une poêle ronde il faut rabattre les côtés de l'omelette avant de rouler) pour que le rouleau soit homogène, la cuisson a lieu par couches successives enroulées en cylindre. Ce type de préparation demande à être exécuté rapidement sous peine d'une omelette trop cuite et est d'un bel effet si on intercale des feuilles de nori,.

### Omelette retournée - Tortilla

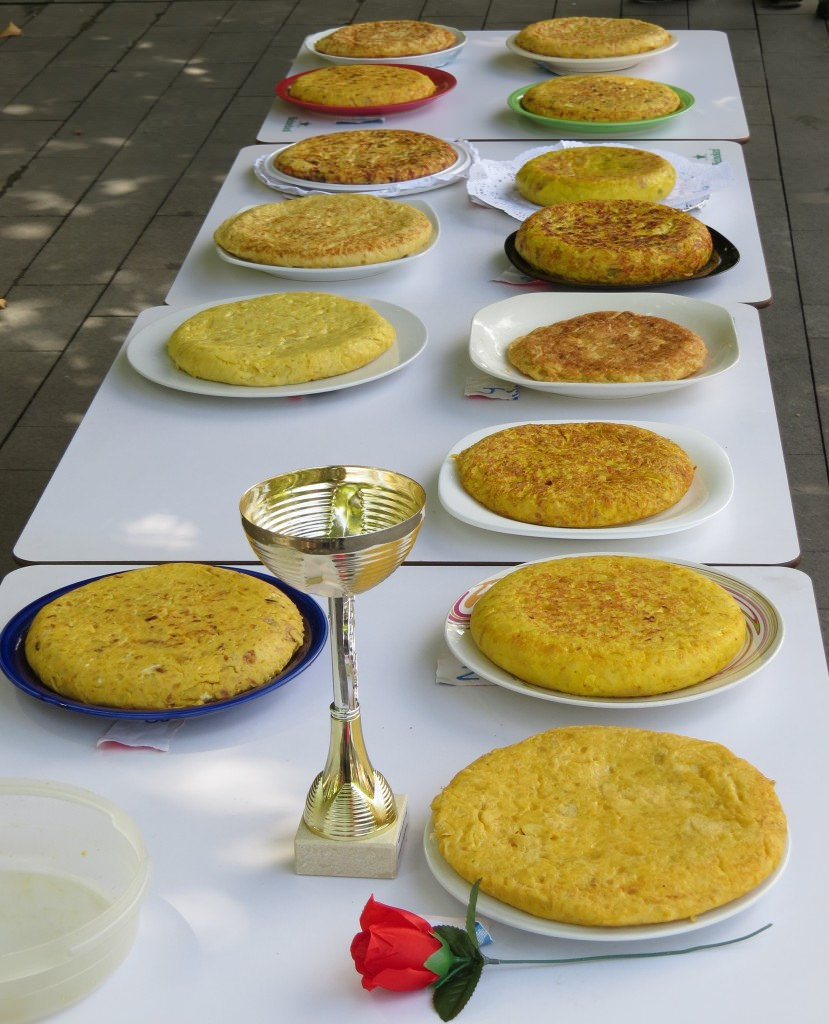
Concours de tortilla (2015 aux Pays basque).

L'omelette retournée est attestée sous l'Empire : l'impératrice Marie-Louise est interrompue par Napoléon alors qu'elle cuit une omelette, il se saisit de la poêle mais l'omelette a déjà attaché. Il tente de la décoller du bout de son sabre, et rate le retournement. L'omelette tombe à terre. Un officier porteur d'une dépèche et affamé demande à la manger. L'impératrice en cuit une seconde la retourne elle-même («de ses jolis doigts rosés et potelés»). L'officier qui a encore faim la préfère à la première.
La tortilla de patatas (tortilla española) est une omelette garnie aux pommes de terre retournée, bien cuite, qui se mange chaude ou froide en bocadillo de tortilla de patatas. Les traducteurs de l'Anonyme Andalou emploient le mot omelette au Moyen Âge arabo-andalou, mais inexactement: dans tous les cas ce sont des viandes cuites sur lesquelles on verse des œufs et souvent la cuisson est à couvert. Son origine argumentée serait une recherche pour faire un pain de pomme de terre, à Villanueva en 1798 en temps de disette. Les pommes de terre sont cuites avant d'être mélangées aux œufs battus, souvent avec de l'oignon, ou des poivrons, du chorizo, des champignons.
La fritada de ovos portugaise est également cuite des deux côtés.
Le Hoppelpoppel berlinois est une omelette de pommes de terre frites, viande rôtie, jambon, carvi, marjolaine, muscade cuite qui tient un peu de la frittata car fricassé, parfois présentée sous forme approximative d'omelette. Il s'agit d'un Bauernfrühstück petit déjeuner paysan ou un repas complet est mélangé à l'omelette.

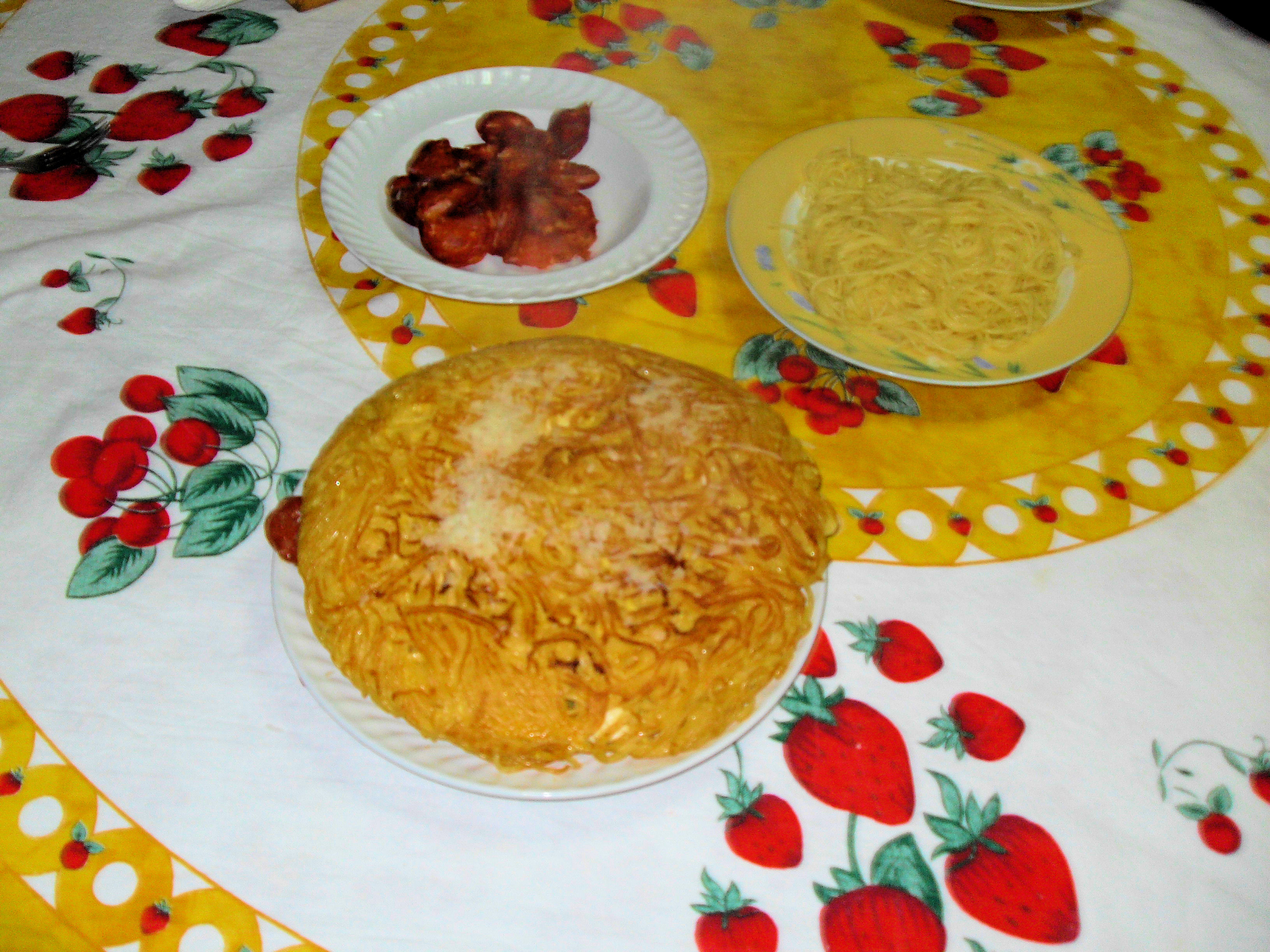
Frittata calabraise du mardi-gras (spaghettis, saucisse, fromage silano, parmesan, œufs dur, jambon).

### Omelette cuite des deux côtés - Frittata
En Italie, la frittata est une omelette le plus souvent garnie, servie plate (rarement roulée, ni pliée, ni farcie mais parfois fricassée, à l'exception de la frittata trippata toscane - omelette aux tripes - où l'omelette est coupée en lanières avant le mélange avec les tripes) dont on termine la cuisson en la retournant ou sous un couvercle ou encore au four (al forno). Une frittata semplice ou frittata al naturale (œuf, sel, huile d'olive, non garnie) était mentionnée dans Vocabolario Domestico (1846). Les classiques sont: frittata di pasta (aux spaghetti et aux bucatini), di cipolle (oignon), asperges, brocoli, haricots verts, chou fleur, artichaut, à la ricotta,,... Le frittatone est grande omelette copieuse.
Les variantes locales sont la rafanata au raifort du Basilicate cuite au four, la frittata di scammaro (de carême) napolitaine (pâtes cuites puis frites, olive, raisin sec, pignon de pin, herbes et anchois), la frittata con gli zoccoli de Toscane (au lard ou cubes de jambon), la frittata rognosa (fromage, herbes, salami poêlé).
En Syrie, l'ejjeh est une omelette allégée à la crème, au persil et à l'oignon posée à plat après cuisson sur un pain pita chaud, qu'on roule et/ou coupe en morceaux. L'ejjeh, comme la frittata est soit retournée dans la poêle (avec beaucoup d'huile), soit cuite au four,. Cette spécialité libanaise et syrienne admet des déclinaisons et des enrichissements: courgette (ejjeh kusa), pomme de terre râpée (ejjeh batata) ou feta, harissa au citron vert, viande,,,. Il en existe des versions sans pain pita qui sont de simples omelettes aux herbes pliées. L'ejjeh b'kerrateh et l'ejjeh zuwaz (omelette à la cervelle) syriennes sont des mini omelettes au poireau ou à la cervelle d'agneau retournées dans la poêle,.

### Omelette simple spiralée
L'omelette garnie au riz japonaise ドレスドオムライス (Doresudoomuraisu) est une omelette cuite d'un seul côté dans une poêle ronde, à qui on donne la forme de spirale (on pince l'omelette avec des baguettes puis on fait tourner la poêle sous elle en maintenant les baguettes au centre de façon à former une spirale par demi tours successifs). Ensuite on glisse l'omelette encore baveuse sur un petit dôme de riz en prenant soin de bien centrer l'omelette,.

## Autres modes de cuisson

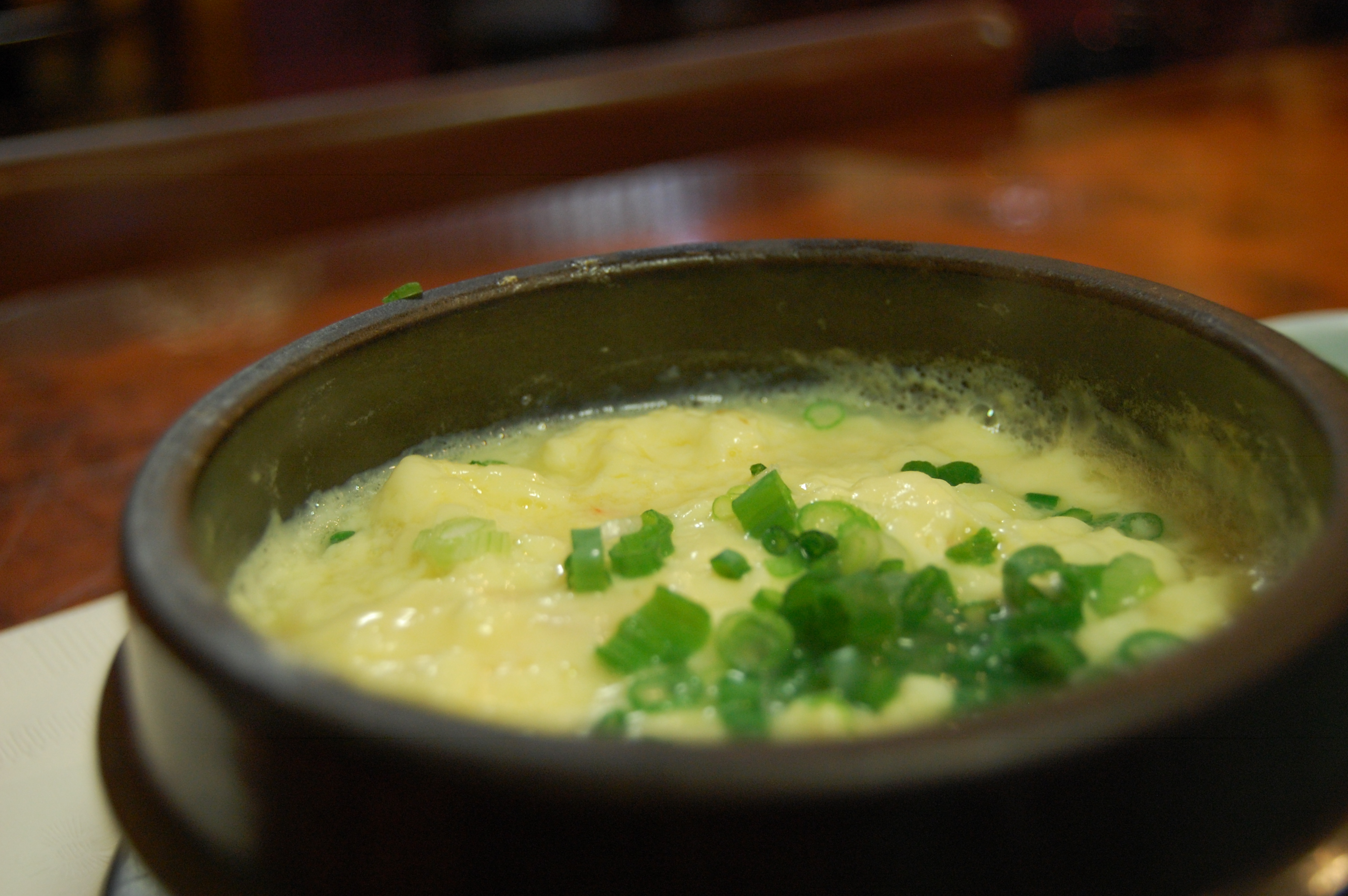
œufs battus cuits à la vapeur (gyeran-jjim 계란찜 Corée).

L'omelette au four est une sorte d'omelette levée faite avec du lait et des œufs battus, la cuisson est douce (110 °C / 225 °F), elle se mange baveuse.
Igor Klekh, spécialiste de la cuisine slave propose de cuire l'omette à la vapeur pour les enfants et les vieillards, méthode qui la rapproche des œufs chinois cuits à la vapeur.
L'omelette peut se cuire au four micro-ondes, il existe des moules en silicone qui permettent de faire des omelettes rapides et sans huile soit avec la forme d'une omelette pliée en chausson, soit avec la forme ronde d'une tortilla,.
La cuisson d'œufs battus salés aromatisés dans un sac plastique (sac congélation) immergé 10 min dans l'eau frémissante permet de rouler une pseudo-omelette sans corps gras.

## Omelette salée
Suivant les ingrédients il peut être préférable de les ajouter aux œufs avant de les battre (omelette simple), ou bien de les déposer sur l'omelette une fois la cuisson terminée avant de la plier pour donner une omelette fourrée.
L'omelette garnie est entrée dans les usages américains à tel point que la multinationale alimentaire Kraft Heinz a lancé (2021) aux USA sous la marque justcrackanegg des garnitures en boite où il suffit d'ajouter un œuf, de remuer et de passer au four micro-onde pour le petit-déjeuner (selon le gout local ces garnitures contiennent toutes l'incontournable fromage de Cheddar).

### Garnitures

#### Classiques

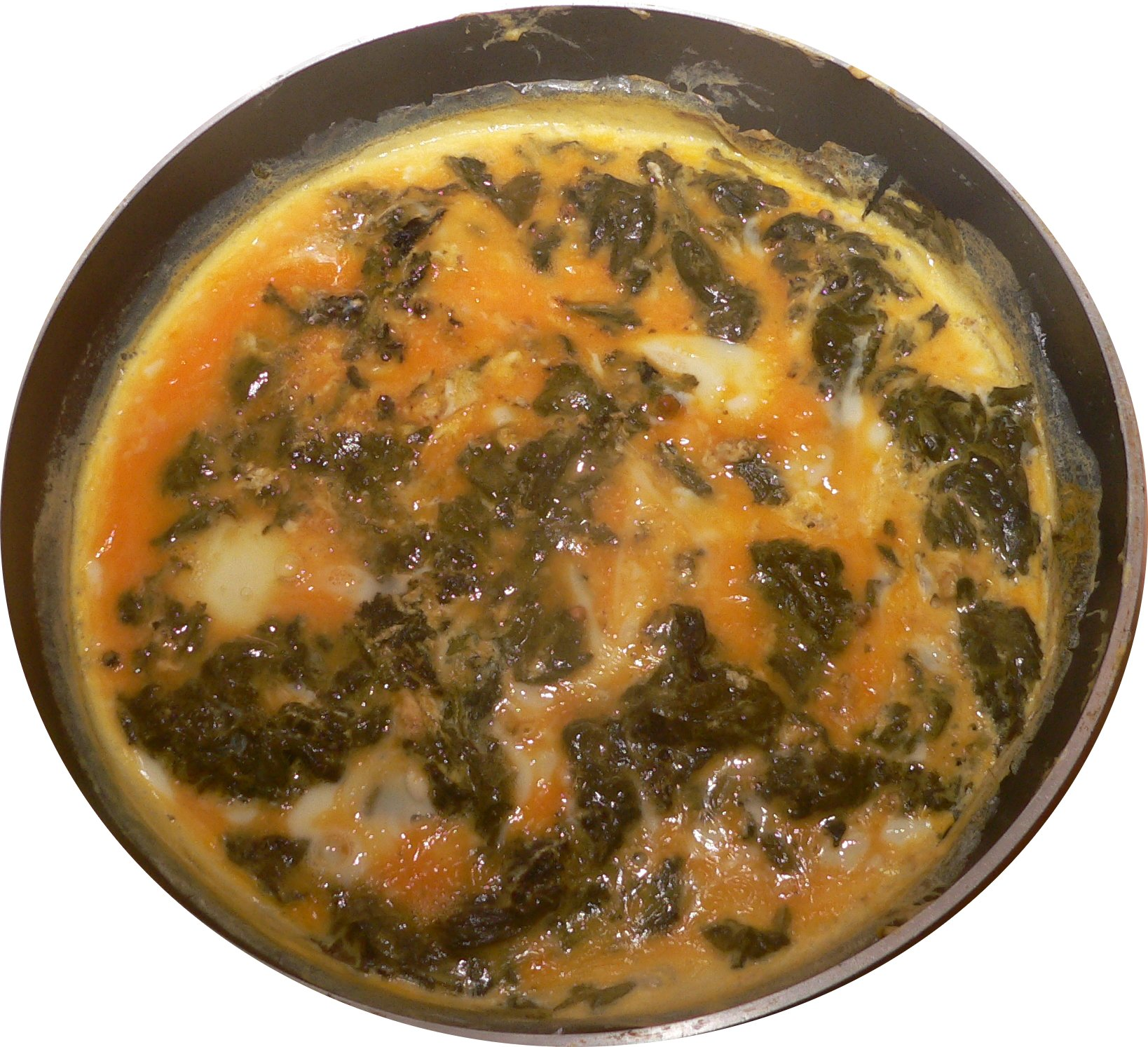
Omelette à l'oseille en cours de cuisson.

Les grands classiques de l'omelette garnie sont : la simple omelette aux fines herbes (persil et ciboules ou persil et cerfeuil hachés très fin) qui peut se servir avec de la sauce tomate, au fromage (gruyère et parmesan râpé, mais aussi au bleu, au Cantal, au Boursin à l'ail, au Maroilles, au Camembert, souvent ces derniers sont ajoutés avant pliage, en omelette farcie avec des extrêmes: omelette farcie Camembert flambée au kirsch),,; au lard et/ou au jambon (lard blanchi, coloré et mélangé aux œufs, ou jambon en petits cubes), la jambon-fromage nec plus ultra des buffets de gare, aux champignons sans restriction de variété (mais raisonnablement servie : le 27 juin 1696, la Reine d'Angleterre eut une grosse fièvre pour avoir trop mangé d'omelette aux champignons), et surtout l'omelette à la truffe noire qui est fameuse,, aux croutons, au thon, à l'oseille, aux huitres... L'omelette au rognon de veau est un vieux classique, l'omelette aux rillettes se rencontrait,. L'omelette marocaine salée est à l'ail et à l'oignon.

#### Cuisine de Palace
Parmi les omelettes de la cuisine de palace il y avait notamment l'omelette Bénédictine (brandade de morue, truffes, sauce crème), à la Bourguignonne (escargots, noix, beurre, ail, persil), omelette à la Chartres (simple omelette à l'estragon), omelette Durand (champignons et fonds d'artichaut), l'omelette aux jets de houblon... le caviar des belges (sauce crème), omelette Monselet (foie gras, champignons, truffes asperges), l'omelette des prélats (laitances, queues d'écrevisses et de crevettes, sauce normande), Princesse (farcies pointes d'asperges à la crème, sauce crème), à la Reine (purée de volaille, cordon de sauce suprême), l'omelette Victoria (salpicon de queue de langouste, truffes, sauce homard).

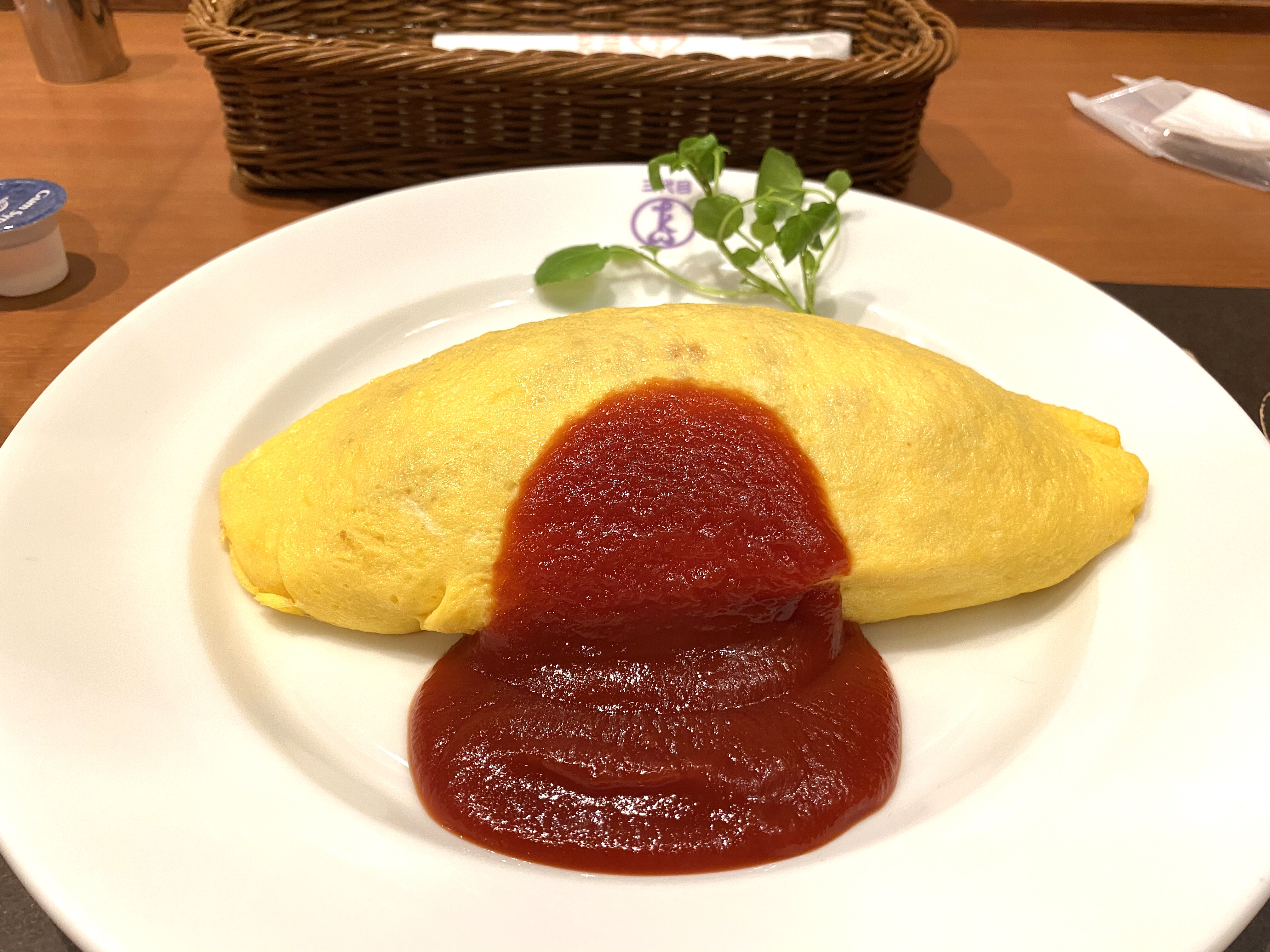
Omurice

#### Actuelles
Quelques omelettes contemporaines: Marinière (au hareng saur), du ramoneur (gruyère, crème, dés de pomme de terre), Stradivarius (aux crevettes cuites à l'eau salée ajoutées à mi cuisson); Chevreuse (au cerfeuil bulbeux), Charcutière (saucisse, cerfeuil), Vichy (aux carottes Vichy), Demidoff (pommes de terre frites et truffe).
Omelette farcie au crabe de Jay Fai (Bangkok, variante de l'omelette thaï kai jeow - garnie de vert d'oignon, de porc ou crabe au jus de lime, arrosée de sauce poisson et servie avec du riz - non pliée mais cuite d'un côté et retournée,); aux araignées de mer (Jacques Thorel).

#### Omelettes anglo-américaines

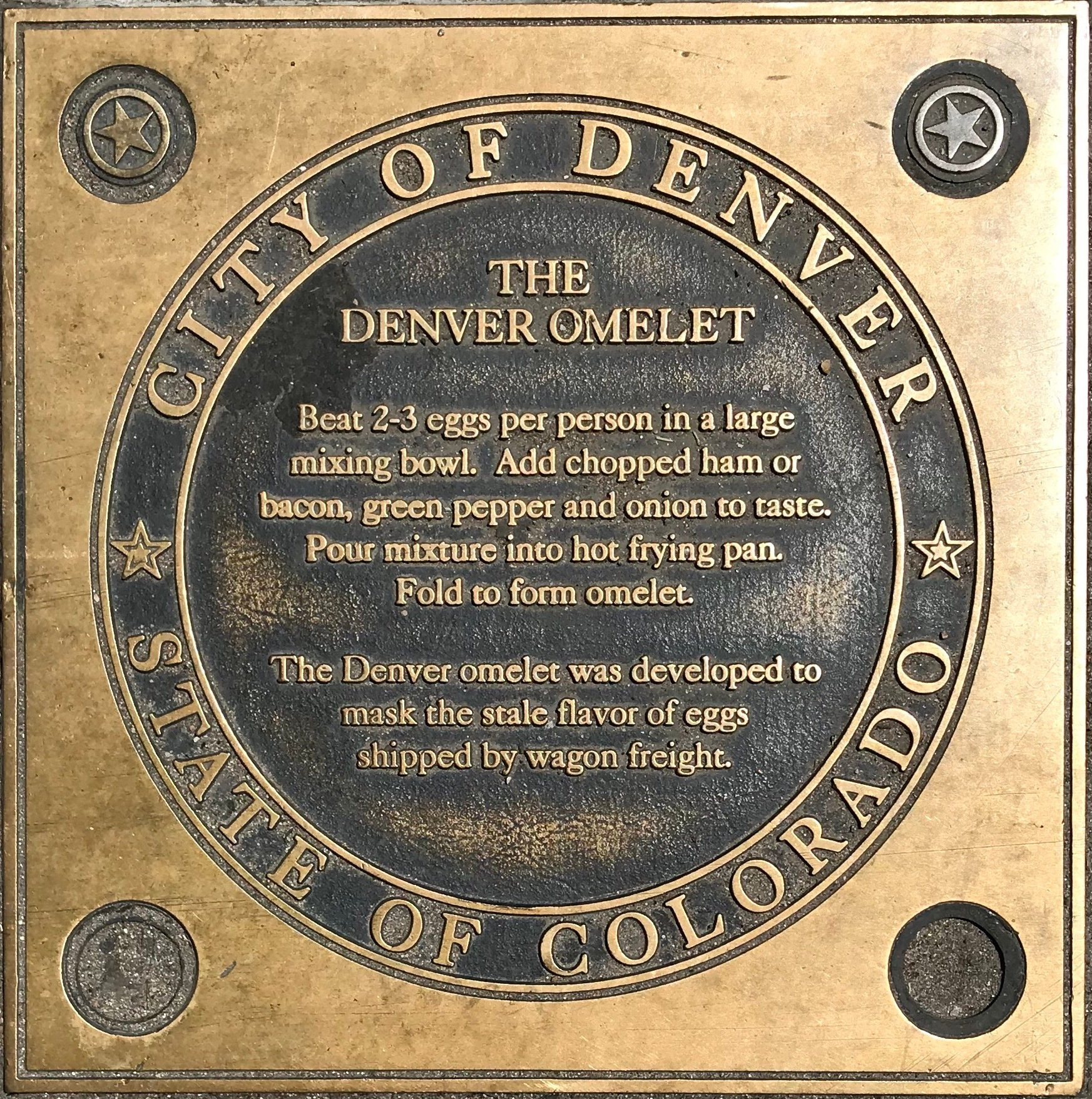
Omelette de Denver: inscription commémorative sur un trottoir de la ville de Denver, Colorado.

Les États-Unis, comme le Royaume-Uni, mangent leurs omelettes au copieux petit-déjeuner et imaginent mal les manger à un autre repas. Les omelettes sont cuites sans faire couler l'œuf battu sous l'œuf déjà saisi. Bien cuites et fermes, elles sont systématiquement farcies : « l'omelette américaine vaut davantage par sa garniture que par les œufs ». L'appareil à omelettes américaine est neutre, ni salé ni poivré sauf sur la table, son pliage se fait en deux pour contenir l'épaisse garniture,.
Même simple l'omelette américaine est opulente: pour une omelette au fromage Escoffier (1934) met 30 g de fromage pour 5 œufs (2 fortes cuillères), Dana Carpender (2019) met entre 140 et 210 g de Cheddar pour autant d'œufs,.
Aux États-Unis, l'omelette classique est nommée french omelette. L'omelette américaine se distingue par une remarquable variété d'omelettes consignée dans 3 livres de référence : The Omelette book (1955), 300 recettes avec une histoire de l'omelette et des omelettes du monde entier, The Art of Cooking Omelettes (1963) avec 500 recettes d'omelette, The Perfect Omelet (4 chapitres, omelette de petit-déjeuner, pour les repas, omelette internationales, sucrée et flambées),.
L'omelette de Denver (Denver omelet) est richement garnie de bacon ou de jambon fumé, poivron vert, oignons, cheddar, poivre. L'usage aux États-Unis est de la manger entre deux toasts bien grillés, avec du ketchup, sous le nom de Sandwich de Denver.

La garniture atteint une abondante sophistication dans les omelettes britanniques : 

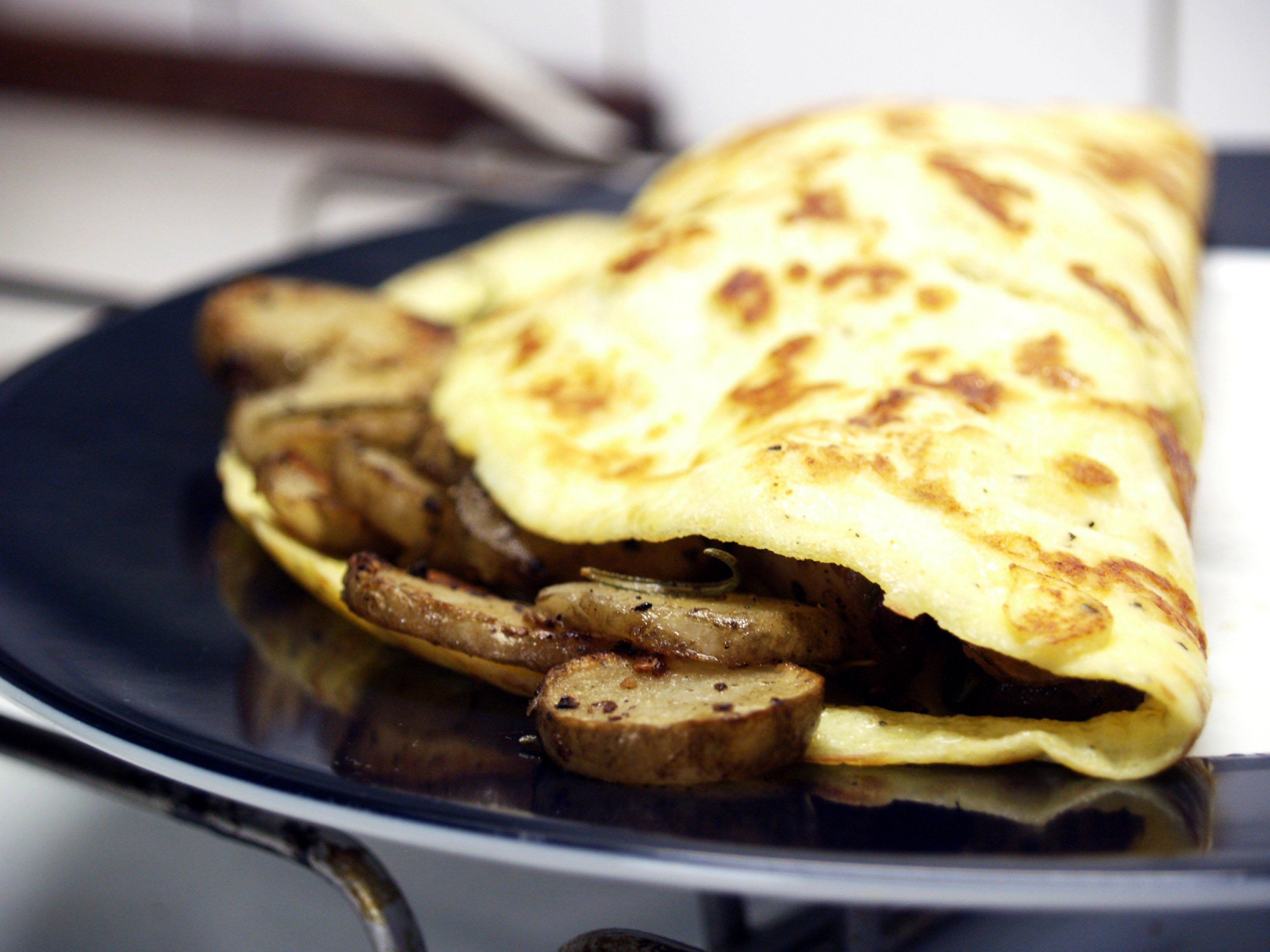
Omelette américaine fourrée topinambour, romarin.

L'omelette Arnold Bennett, considérée comme une délicatesse, est garnie d'aiglefin fumé poché. Dans la recette originale, elle est nappée et avant pliage d'une sauce spécialement riche: mélange de sauces hollandaise, de béchamel et de la crème fouettée. Les divers exécutants ont ajouté les immanquables fromages: parmesan, River Cottage, cheddar et aussi gruyère.
Gordon Ramsay n'hésitait pas sur la garniture échalote, ail, gingembre, piment rouge, huile de colza, feuille de combava, galanga, poisson séché, œufs de cane.
À noter l'omelette en croute feuilletée de Jamie Oliver est un appareil à omelette cuit au four sur une pâte à tarte ou des feuilles de brick, il ne s'agit donc pas d'une omelette au sens propre. En revanche ses œufs brouillés en omelette - à la mozzarella et au piment - sont une véritable omelette mais pas des œufs brouillés. Tout autant son omelette semi-soufflée nommée French omelette Jean Imbert est une omelette pas vraiment soufflée et pour le coup parfaitement raplatie,,.

#### Autres omelettes locales
L'omuraisu (オムライス, Omu-raisu) et l'omeuraiseu (오므라이스) est une omelette fourrée au riz frit et arrosée de ketchup, prononciation japonaise et coréenne de l'anglais omelet and rice, on peut imaginer les variantes avec du poulet, des légumes, de la sauce blanche, des nouilles frites (omusoba). Nasi goreng pattaya est la version malaise, philippine, etc. où l'omelette peut être fine et servie avec des concombres et épicée de sauce piment, et toujours avec du ketchup. L'omelette au riz est roulée en forme de ballon de rugby au Japon et recommandée pour les jeunes enfants lors du sevrage. Ces omuraisu sont méthodiquement nappées de sauces diverses dont certaines d'un effet discutable. 

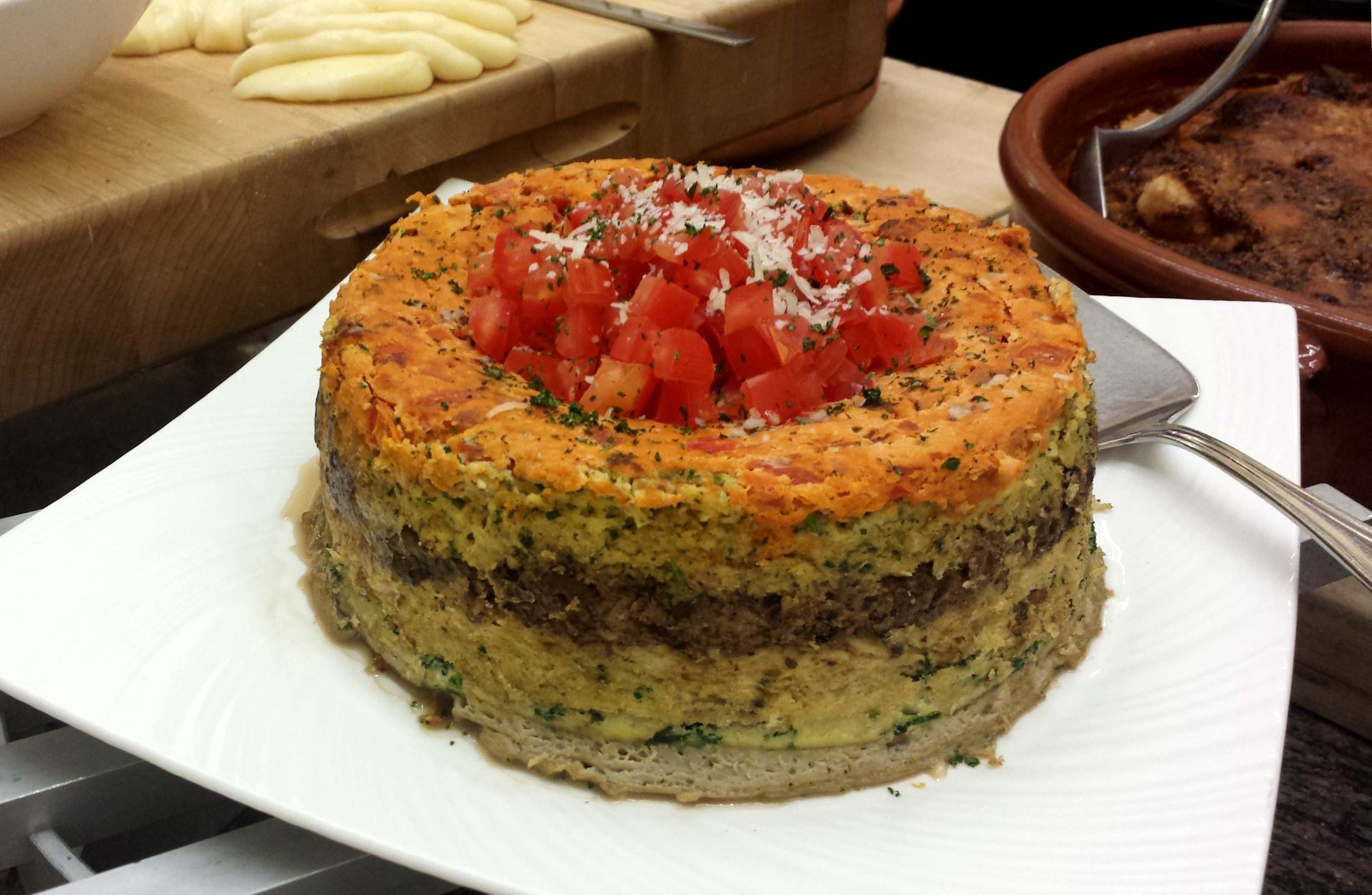
Crespéou, empilement d'omelettes garnies.

Le crespéou (terme provençal) est un gâteau (empilement) de 4 à 6 omelettes garnies dans le gout provençal (blette, poivron, courgette aux câpres, tapenade, anchois, etc.) qu'on mange après qu'il a passé une nuit au froid. Bien roborative aussi la Колотуха biélorusse œufs, lard maigre, crème sûre, lait, farine, sucre (pour l'acidité de la crème sure) et piments rouges. La même sans piment dans sa version russe Дрочёна est enrichie de pomme de terre et peut devenir selon les dosages extrêmement compacte.
Le syndicat des trufficulteurs de la région de Lalbenque propose (en janvier) une omelette aux truffes noires. Saint-Paul-Trois-Châteaux propose la sienne en février depuis 1986. Le Syndicat du piment d'Espelette AOP promeut une omelette au piment d'Espelette et à l'ossau-iraty, celui Défense de la Rigotte de Condrieu AOP prône l'omelette à la Rigotte de Condrieu et aux blancs de poireau, celui de l'Olive de Nyons et des Baronnies son omelette gourmande à l'huile d'olive et aux olives noires de Nyons AOP, l'Abeille de France son omelette aux pommes et au miel, le Syndicat interprofessionnel du Fromage de Munster chante son Omelette mousseuse au Munster et au safran des Vosges,,,,.
La tortilla de jamón serrano (Una tortilla muy típica) est garnie de pommes de terre frites à l'huile d'olive, les amateurs déposent de fines tranches de jamón sur l'omelette chaude.

#### Omelette de Pâques au jambon

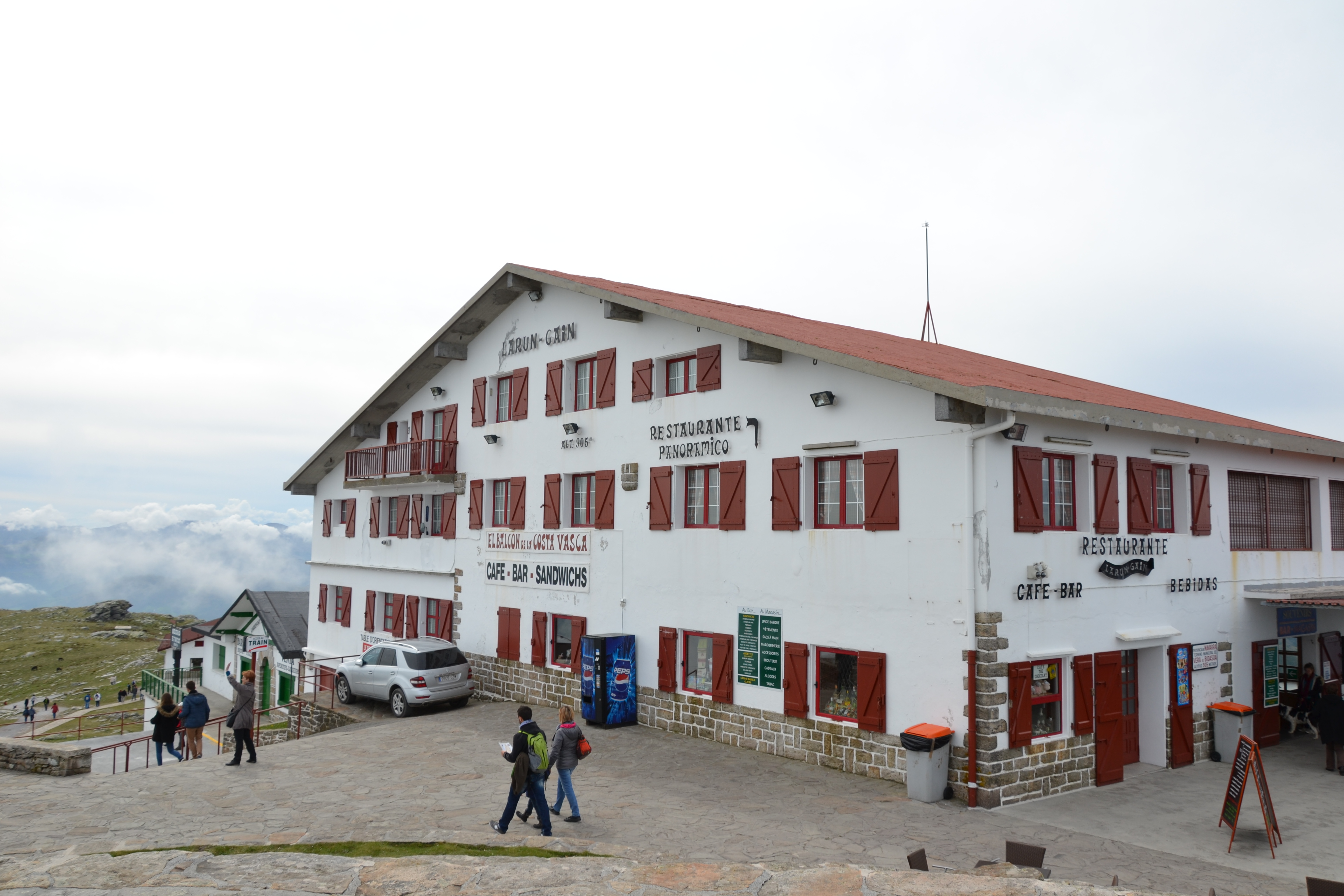
Il est d'usage de manger une omelette au jambon au sommet de La Rhune.

L'omelette pascale qui se mange le lundi de Pâques est attestée en 1804. Elle se nomme poscado en vocabulaire de l'Aveyron (1844). En mars 1894, Fulbert-Dumonteil publie dans Le Petit Marseillais L'Omelette de Pâques, « sourire embaumé des déjeuners champêtres au bord de l’eau, sous la tonnelle... ». Il y raconte « enfin » - sans évoquer ses sources - l'histoire de la « fameuse omelette de Pâques, c’est-à-dire l'omelette au jambon, qui est incontestablement une des plus anciennes omelettes qui aient sauté dans la poêle ». Guillaume Ier d'Aquitaine, Le Pieux, aimait les œufs et le jambon, mais s'en privait pendant tout le carême. Le moine Alain son cuisinier invente le plat qui rassemble les deux plaisirs pour le servir à Pâques au livide et épuisé duc. « Voici pourquoi, dans le Midi, l’usage s’est conservé de manger une omelette au jambon le lundi de Pâques ». L'histoire est immédiatement répétée et enrichie dans Le Gaulois (Les œufs de Pâques et l'omelette au lard), Le Mémorial de la Loire et jusqu'à nos jours.
Prosper Montagné dit que l'omelette pascale occitane se garnit de cansalada, lard maigre peu salé... ou aussi de mousserons. La traditionnelle omelette de Pâques catalane, truytada (« Pasques sense truytada, seria Nadal sense torros ») est agrémentée de lardons, de boutifarre, de saucisse sèche. Austin de Croze citant une cuisinière de Perpignan la fait au boudin et aux saucisses. On rencontre aussi dans les Landes l'omelette pascale des bergers - leumouleute de Pasquous- au jambon de Bayonne. En Bigorre, l'omelette de Pâques (massacanat) atteint des proportion monumentales garnie d'oignons et de viande de veau.
L'omelette pascale se mange en pique-nique: « les nappes s'étalèrent sur les gazons, l'omelette pascale fut servie sur l'herbe printanière, et des rires argentins retentirent dans les airs ».

#### Omelette aux œufs
Il ne s'agit pas ici de la classique omelette de laitances mais d'une omelette farcie d'œufs. L'omelette aux œufs durs est une plaisanterie de Gabriel de Lautrec rapportée par Gaston Derys dans L'art d'être gourmand (Paris, Albin Michel, 1929). Il s'agit d'une omelette discrètement fourrée d'œufs durs coupés en 4 dans le sens de la longueur, « pour que les convives ne se doutent de rien ». G. de Lautrec semble bien ne pas avoir connu les œufs pochés en camisole que donnait Alfred Suzanne (1903) dans 250 manières d'accommoder les œufs. Ce sont des œufs pochés mollets posés délicatement sur une mince omelette repliée (épaisse comme une crêpe), en la découpant « on est surpris, dit Suzanne, de voir s'épandre le jaune de l'œuf poché et d'apercevoir sa partie blanche ». Elle a pour descendance en 1950, l'omelette surprise farcie aux œufs durs, il s'agit d'une farce d'œuf dur coupé en petits morceaux, mélangé de fines herbes et d’estragon haché, d'une biscotte émiettée, de noix muscade et de lait.

### Variétés d'œufs

#### Œufs de vanneau

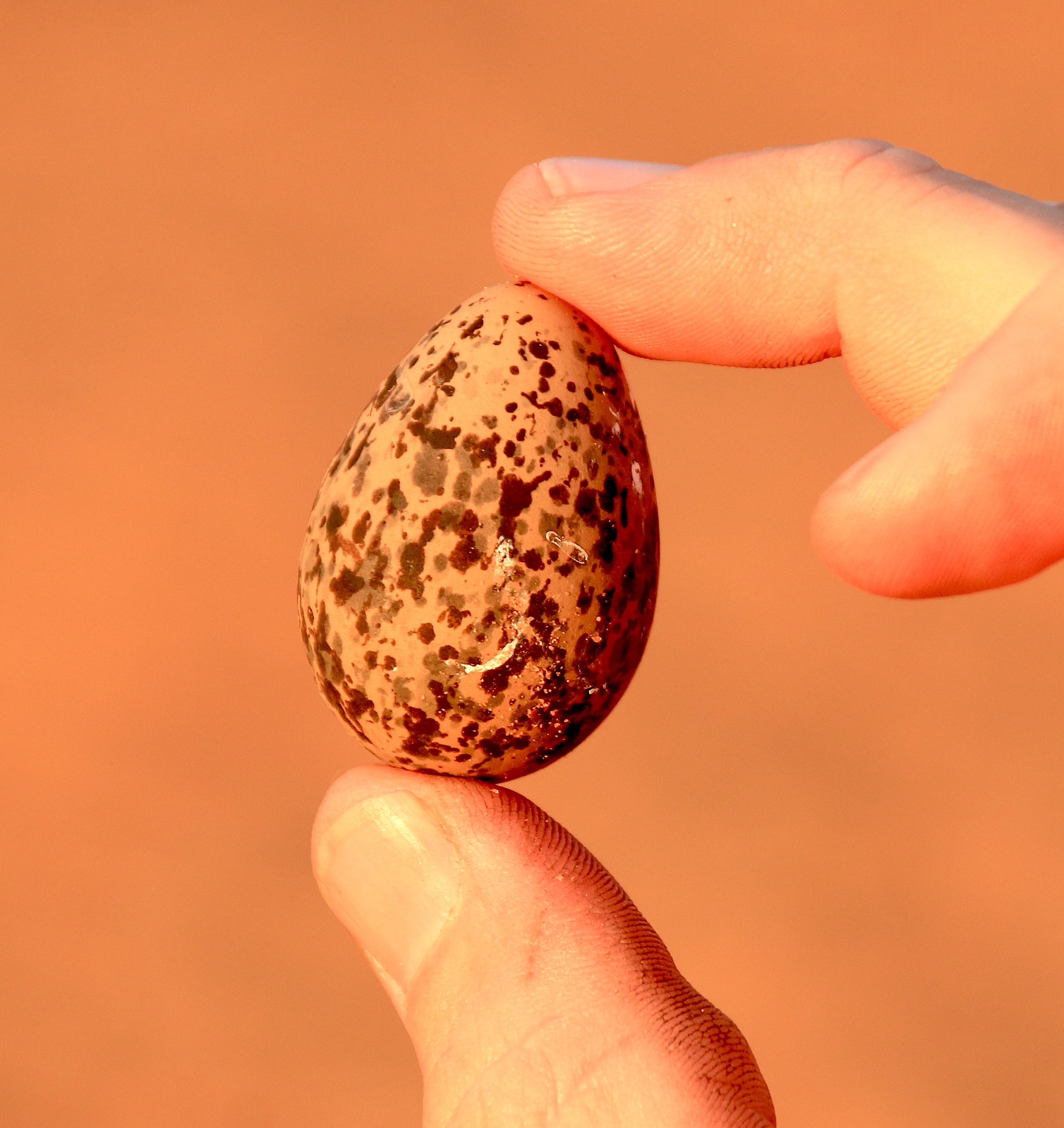
Œuf de vanneau.

L'omelette aux œufs de vanneau est une omelette ordinaire, mais faite d'œufs de vanneau au goût délicat et fin. Escoffier indique qu'on ajoute 1 œuf de poule pour 6 œufs de vanneau pour donner du corps à la préparation. Dès 1815, on sait que les solognots campagnards faisaient d'excellentes omelettes avec les œufs de vanneau. Ils sont à la mode à la fin du siècle, on les fait venir de Hollande, Fulbert-Dumonteil (1889) écrit dans son Histoire naturelle qu'ils « sont d’une délicatesse et d’une saveur incomparables. On les vend si cher qu’une omelette d’œufs de vanneau coute plus qu’une dinde ». Édouard Nignon (1919) donne une omelette Princière (12 œufs de vanneau, 3 œufs de poule) garnie de pointes d'asperges, lames de truffe et croutons nappés de purée de grives.

#### Œuf d'autruche

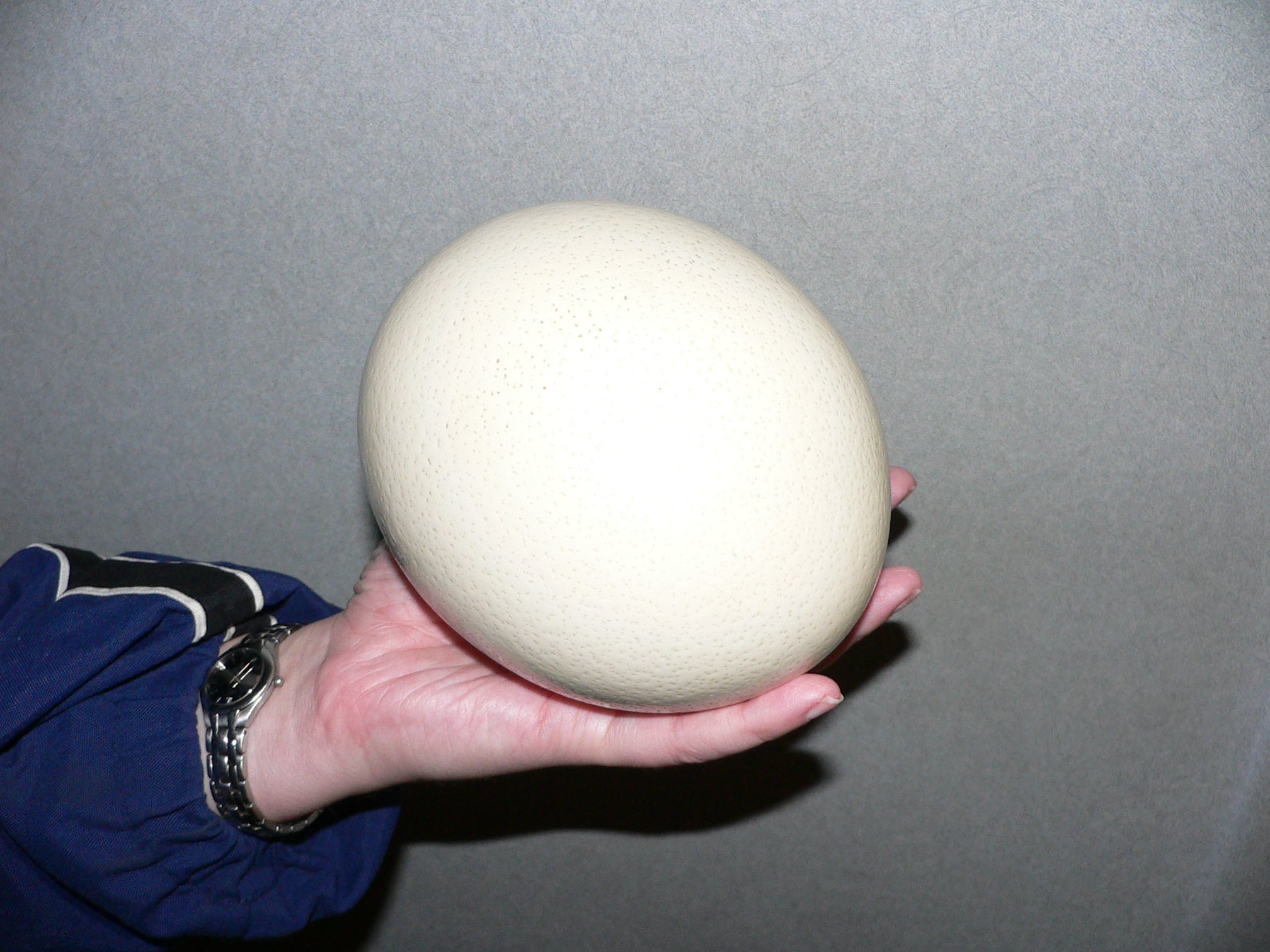
Un œuf d'autruche pèse 1 à 2 kg soit 20 à 40 œufs de poule.

Même si l'opération est difficile, l'œuf d'autruche a toujours fait rêver l'amateur d'omelette, il présente des qualités nutritionnelles. Pour obtenir une omelette satisfaisante il convient d'enlever 1/4 du blanc qui est plus abondant que dans l'œuf de poule. Cette omelette, de taille considérable se fait au fromage en Afrique du Sud, le Cheddar convient bien à l'œuf d'autruche,. Alexandre Dumas donne une recette d'omelette arabe qui se fait indifféremment avec œuf d'autruche ou œuf de flamand («qui se trouvent maintenant -1873 - à peu près partout»).

#### Œufs de cane
L'œuf de cane a longtemps eu mauvaise réputation à cause des cas de salmonelles mortelles dont il était vecteur. Il doit provenir d'un élevage contrôlé. Sa capacité d'émulsification est plus grande que celle de l'œuf de poule. Il est parfaitement digeste, même si le magazine l'Auto (1923) essaie de justifier (sans convaincre) que « si Emile n'a pas gagné Paris-Roubaix, c'est par ce qu'il avait des œufs de cane dans son l'omelette, il n'y a rien de plus mauvais pour la digestion ».
L'abbé Alexandre-Henri Tessier note : « j'ai aussi remarqué que quelques jaunes d'œufs de Cane ajoutés aux omelettes les rendaient plus délicates » (1787). Ce que confirme P.-Étienne Herbin de Halle (1803) « les œufs de cane sont très délicats en omelette ».

#### Œufs de caille
André Daguin et Michel Cassé (2019) donnent une recette d'omelette aux œufs gasconne qui est une omelette d'œufs de poule garnie d'œufs de caille cuits durs, rangés entiers dans l'axe de l'omelette avant pliage. D'Aigrefeuille, personnage de roman d'Ernest Capendu, affirme en soupirant que l'omelette aux œufs de caille provoque chez lui, comme chez Madame Delarive, une indisposition subite, un éblouissement, un vertige passager.

### Nombre d'œufs

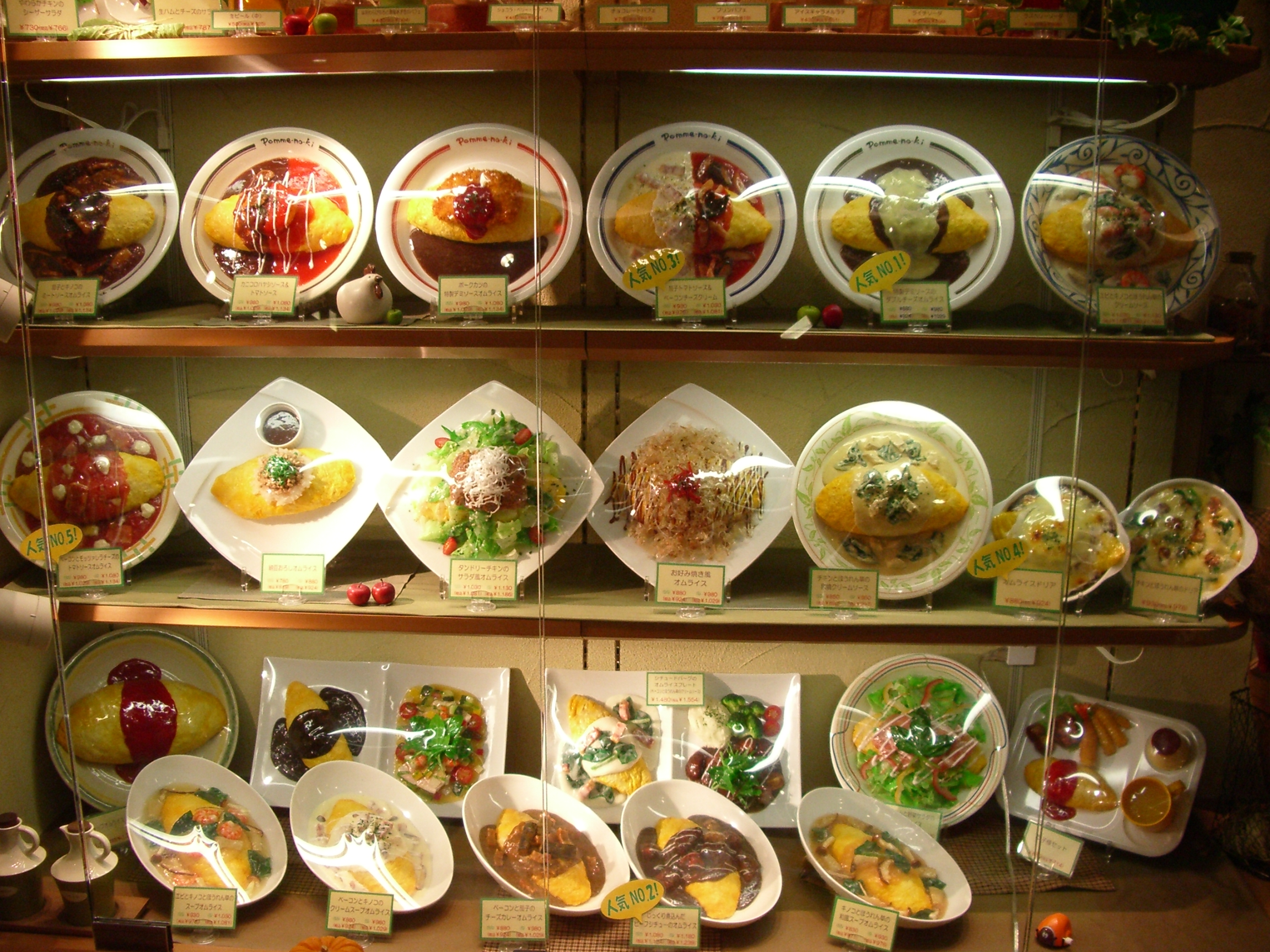
Restaurant d'omelettes occidentales à Tokyo.

Dans les vieilles manières il était d'usage de commander une omelette ou d'en donner l'importance en spécifiant le nombre d'œufs. Le dictionnaire de Littré écrit « œuf se dit pour œuf de poule : une omelette de six œufs ». Escoffier « nous adoptons pour l'établissement des proportions l'omelette de trois œufs ».
Chez les petites omelettes, l'omelette de 3 œufs est moins fréquente jusqu'à 2018 dans les archives mémorisées que l'omelette de quatre œufs qui domine avant 1914. Celle de deux œufs vient en tête par la suite. Mais c'est la grande omelette de 12 œufs qui est la plus présente depuis 1850 jusqu'à présent.
Il n'y a pas à ce jour de normalisation de l'épaisseur des omelettes. La Maison rustique des Dames (1884) préconise de proportionner le nombre d'œufs à la grandeur de la poêle pour ne pas faire l'omelette trop épaisse. La poêle de diamètre 20 cm (à la base, autrement dit la classique poêle à omelette de 24 cm) est donnée pour 2 ou 3 œufs et le diamètre 30 cm pour une frittata de 8 œufs,. Le professeur Charles Gilles donne 20 cm de diamètre pour 4 œufs (ce qui fait une omelette épaisse),. La BBC donne une poêle de 22 cm pour une omelette de 2 gros œufs de la bonne épaisseur. Les plus grandes poêles à omelette sont de diamètre 30 cm pour les omelettes de 12 œufs.

## Omelette soufflée et omelette mousseline
L'omelette soufflée est un grand classique de la période 1870 à 1920 alors que l'omelette mousseline qui en est une version simplifiée est typique des années 1920 à 1940. L'omelette mousseline est apparue un siècle après l'omelette soufflée, la première mention dans les sources françaises date de 1890 (dans la revue La Salle à Manger: Omelette mousseline à la vanille) et la première recette dans La Gazette de Château-Gontier, du 30 août 1906. Elle est beaucoup plus rarement citée que l'omelette soufflée.

### Omelette mousseline

#### Cuisson comme une omelette ordinaire
L'omelette mousseline est une omelette fait des jaunes battus avec de la crème mélangés aux blanc battus en neige le tout cuit à la poêle et plié. Prosper Salles et Prosper Montagné battent les jaunes d'œufs de l'omelette mousseline avec de la crème avant de les mélanger aux blancs en neige. La cuisson à la poêle (sans finition au four comme l'omelette soufflée) est admise par tous les auteurs. Le Dr H. Legrand (1911) écrit « Travailler 3 jaunes dans une terrine avec 2 grammes de sel et une cuillerée de crème très épaisse. Monter les 3 blancs en neige ferme, et traiter comme omelette ordinaire ». Elle se cuit dans une poêle haute et moyennement chaude finition 5 min au four doux 160 °C 320 °F après pliage, mais peut aussi être cuite dans un moule (omelette soufflée et moulée),. La cuisson directement dans un moule est plus longue: 20 min.
Fourrée, l'omelette mousseline devient une omelette mousseline en surprise (par exemple: omelette norvégienne à la glace vanille par Antoine Charabot, Le glacier classique, 1893).

#### Question non résolue de la proportion entre blanc et jaunes
Les auteurs ne sont pas d'accord entre eux. En 1880 « Une omelette soufflée est quelque chose entre une omelette et un soufflé ; c'est une omelette en ce qu'il y a un nombre égal de jaunes et de blancs, et un soufflé en ce que les blancs sont battus [en neige] séparément avant d'être ajouté » (Popular Lessons on Cookery, 1880). Au début du siècle (1907) certains auteurs distinguent l'omelette mousseline de l'omelette soufflée par la différence entre le nombre de jaunes et de blancs. Dans La cuisine rationnelle, l'omelette soufflée peut se faire avec deux fois plus de blancs que de jaunes, alors que l'omelette mousseline d'Escoffier (1934) utilise 2 œufs entiers plus 3 jaunes et de la crème battus ensemble auxquels il ajoute 3 blancs montés en neige, le tout est cuit à la poêle. Pour Narcissa Chaberlain (1956) une omelette soufflée a davantage de blanc que de jaune et est cuite au four, alors que l'omelette mousseline a le même nombre de jaunes et de blanc et est cuites à la poêle.

### Histoire

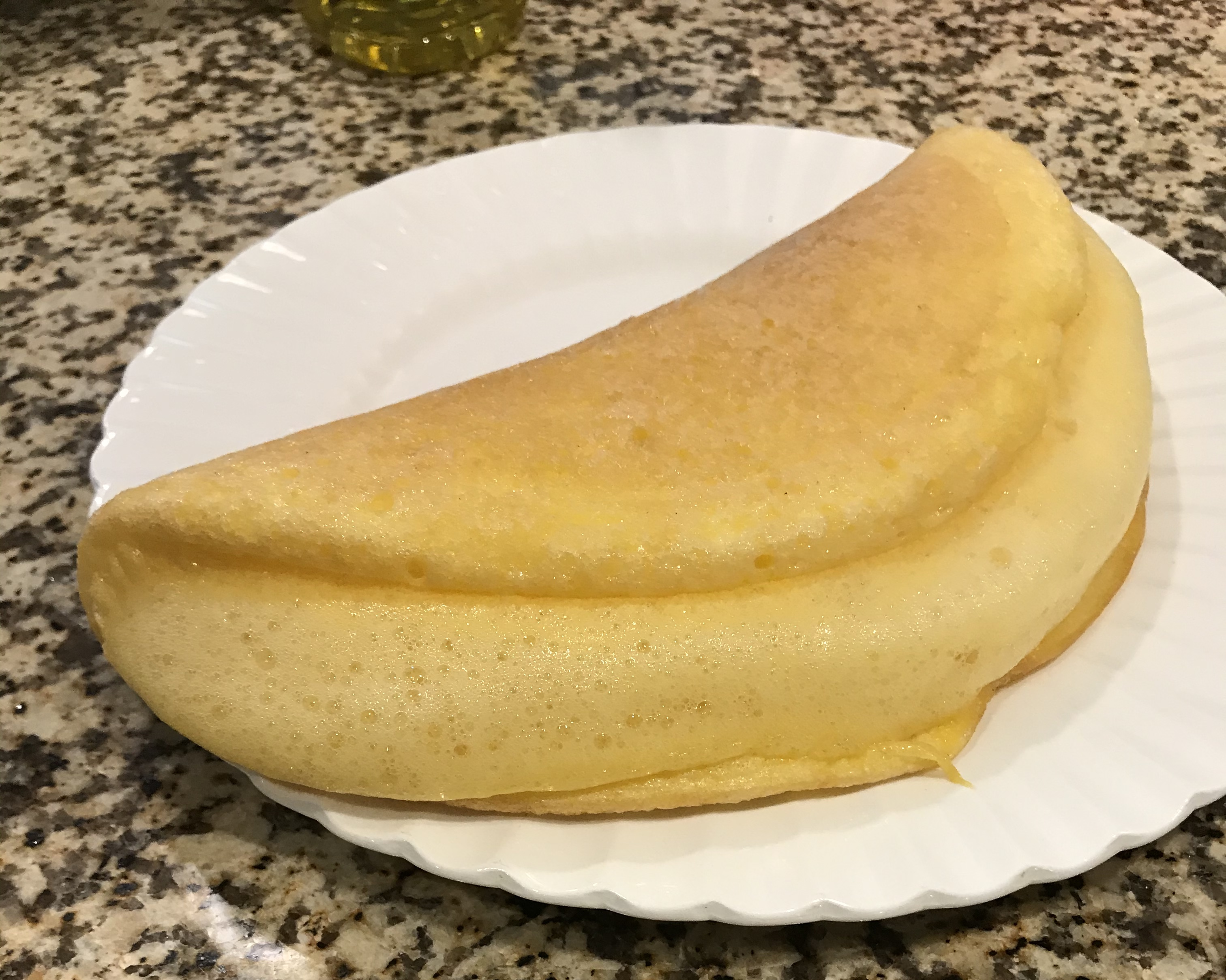
Omelette soufflée au fromage.

L'omelette soufflée apparait avec la révolution française, avec les soufflés qui sont alors des pâtisseries: Viard (1806) sous l'Empire est le premier à donner quelques recettes de soufflés (soufflé de pain à la vanille, au café vierge, à la frangipane),. Le dictionnaire de l'Académie la mentionne en 1798. Son origine est manifestement francophone, probablement parisienne: elle se dit omelette soufflée dans presque toutes les langues: en anglais et en espagnol tortilla souffle est rare, en italien frittata alla soufflé ou frittata soufflée se rencontrent, le japonais オムレツスフレ (omuretsu sufure) est moderne, comme le russe омлет-суфле (omlet-sufle), le farci املت سوفله, etc.,,. L'allemand emploi Schaumomelett omelette-mousse. En polonais on parle de omlet biszkoptowy ou omlet rzymski omelette au biscuit ou omelette romaine, on la sert salée ou sucrée et garnie.
L'omelette soufflée connait une vogue de 1820 à 1910. D'abord comme une expression dévalorisante: dès 1797 son nom évoque des choses ou des gens sans fondement, superficiels, plein de vide, lamentable quand elle s'aplatit en restant trop longtemps sur la table,, car l'omelette soufflée n'attend pas (1869). Les Frères Provençaux, restaurant renommé, excellent dans l'omelette soufflée en 1826. Carême (1841) dans son Pâtissier royal donne 3 recettes: à la vanille, au cédrat et au marasquin « cet entremets est très-agréable à manger; il est plus aimable sous le rapport qu'en un quart d'heure de temps on peut servir une omelette soufflée bien rendue ». Elle devient un dessert incontournable après 1870, une grande mode, en 1887 W. Mackworth Praed écrit d'une histoire de table «c'était à propos de l'omelette soufflée, comme il était fou d'omelette soufflée; comment il mangeait une omelette soufflée sept fois par semaine à Paris; comment il n'a jamais goûté une bonne omelette soufflée hors de France sauf une fois... comment une héritière de seize ans avait étudié toute la théorie de l'omelette soufflée pour le plaisir de son père, parce que le vieil homme ne pouvait pas vivre sans une omelette soufflée.... Puis elle passe de mode pour une timide renaissance depuis 2015 ».

### Omelette soufflée sucrée

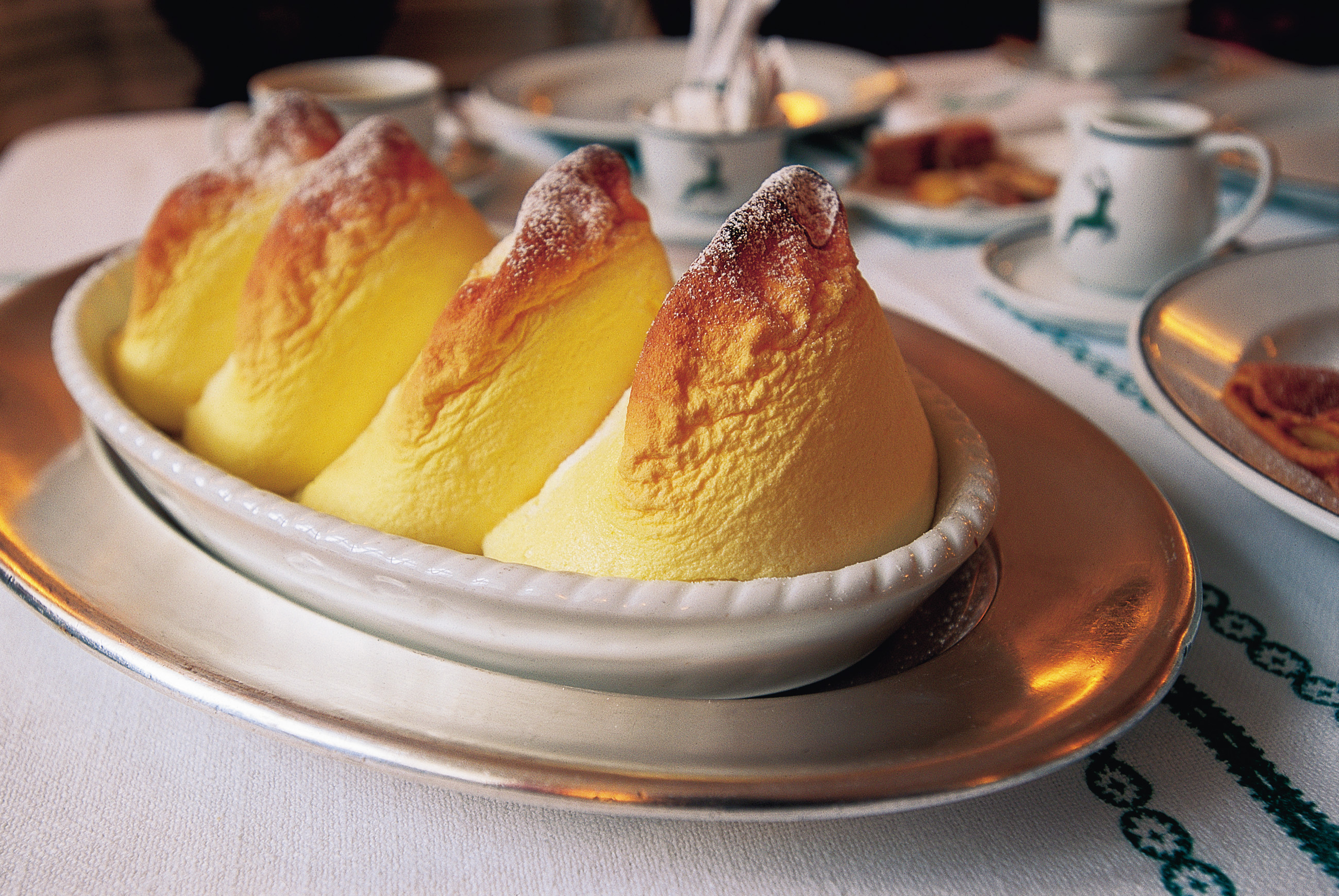
Salzburger Nockerln enneigée.

Dès les premières mentions et durablement, l'omelette soufflée est un entremets sucré, aromatisé au zeste de citron et/ou à la fleur d'oranger,. François Massialot (1721) donne une Omelette à la Noaille qui est une omelette soufflée à la fleur d'oranger, sucrée, cuite dans une poupetonière (casserole dont le couvercle à rebord peut recevoir des braises et ainsi cuire aussi par le haut). Cousin d'Avallon (1835) propose une omelette soufflée de marrons (qui est plutôt un soufflé), Prosper Montagné (1900) au chocolat, A Bautte donne une série d'omelettes à la confiture (dont la mirabelle, l'abricot, la rhubarbe) sur le modèle de l'omelette aux groseilles, Claude Fayet (1949) aux framboises, Odette Pannetier (1962) à la Bénédictine, Francis Panek (1996) à la verveine (renommée à la Verveine du Velay), Alain Dutournier (2000) au vieux rhum.
L'omelette surprise, en surprise ou norvégienne est une tranche de génoise ou de meringue couverte d'une glace (vanille, fraise, groseille...) à son tour recouverte d'un appareil à omelette soufflée, sucré puis passée au four, servie chaude et froide à l'intérieur,.
La maîtresse du prince archevêque de Salzbourg Wolf Dietrich von Raitenau, Salomé Alt, aurait créé ce dessert qui évoque les montagnes enneigées de Salzbourg (Mönchsberg, Kapuzinerberg et Gaisberg) : il s'agit d'une omelette soufflée devisées en 3 montagnes qu'on sucre à blanc à la sortie du four (Salzburger Nockerln).

### Omelette soufflée salée
L'omelette soufflée salée est minoritaire, la classique est l'omelette soufflée au fromage (gruyère, comté, à la mozzarella),,. R. J. Courtine (1984) rapporte une omelette soufflée au Roquefort, César Troisgros (2021) améliore l'omelette à la fourme d'Ambert familiale avec un peu de fécule de maïs.
L'omelette soufflée salée figure dans les recettes d'un livre paru en 1941, Comment se nourrir au temps des restrictions ? « Elle est très avantageuse » écrit l'auteure qui ne la plie pas, visant l'excellent rapport volume sur le plat sur prix de la matière première ».
Salée et sucrée: aux premiers jours de printemps, encore froids et chaud l'après midi, dans les cabanes à sucre de l'Outaouais, omelette soufflée et jambon dans le sirop d’érable, avec marinades de betteraves et de cornichons constituent le repas sucré-salé synonyme de renouveau.

## Omelette sucrée

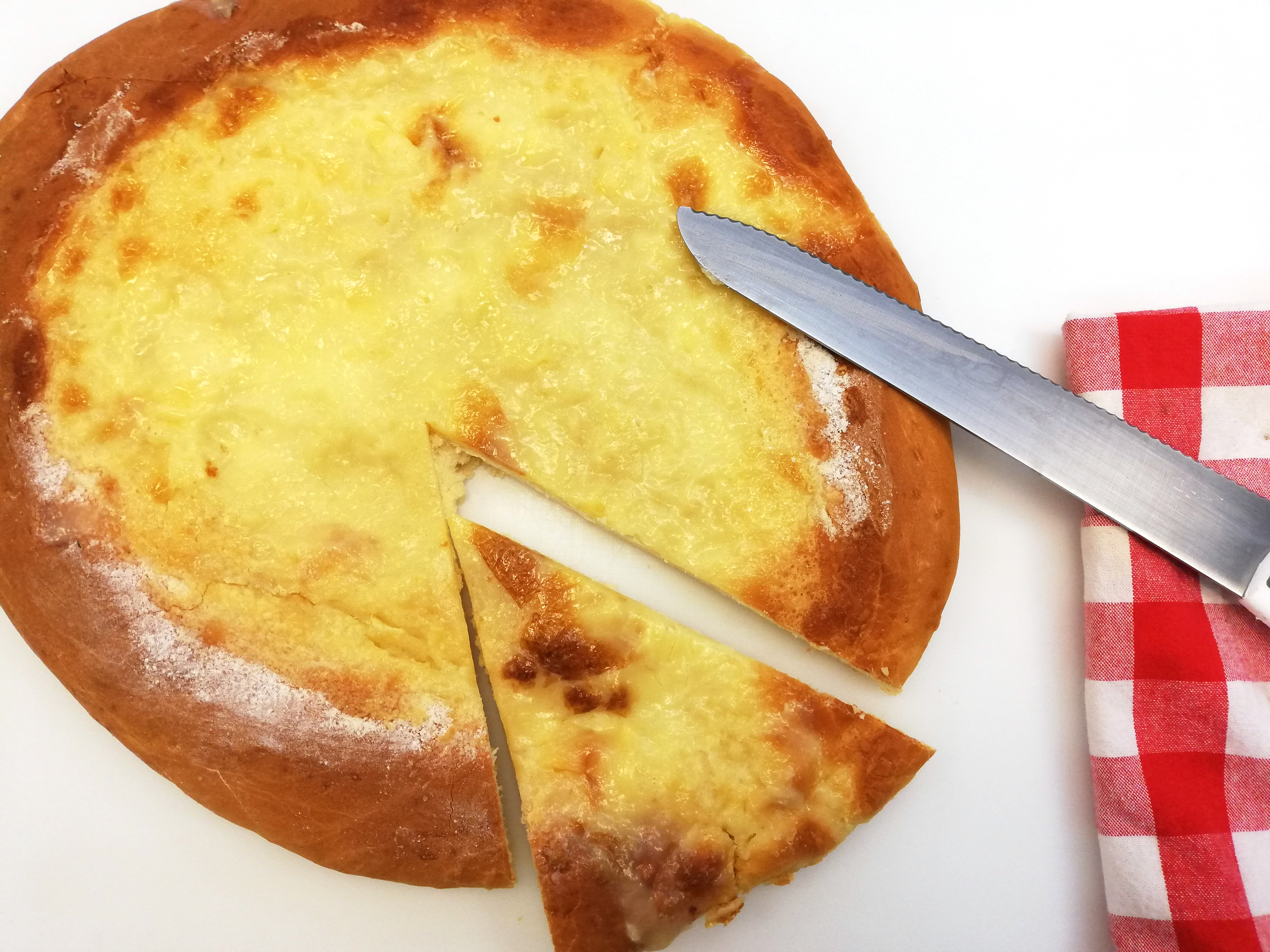
Omelette sucrée.

Omelette au naturel sucrée avant de la plier, sucrée en surface une fois pliée et glacée au four. Sa forme la plus fréquente est l'omelette sucrée flambée avec un alcool ou une liqueur, sa forme la plus simple est l'omelette sucrée à l'eau de fleur d'oranger. On la rencontre sous les noms de sweet omelet (en anglais), tortilla dulce (en espagnol), süße Omelett (en allemand) et omelete doce (en portugais).

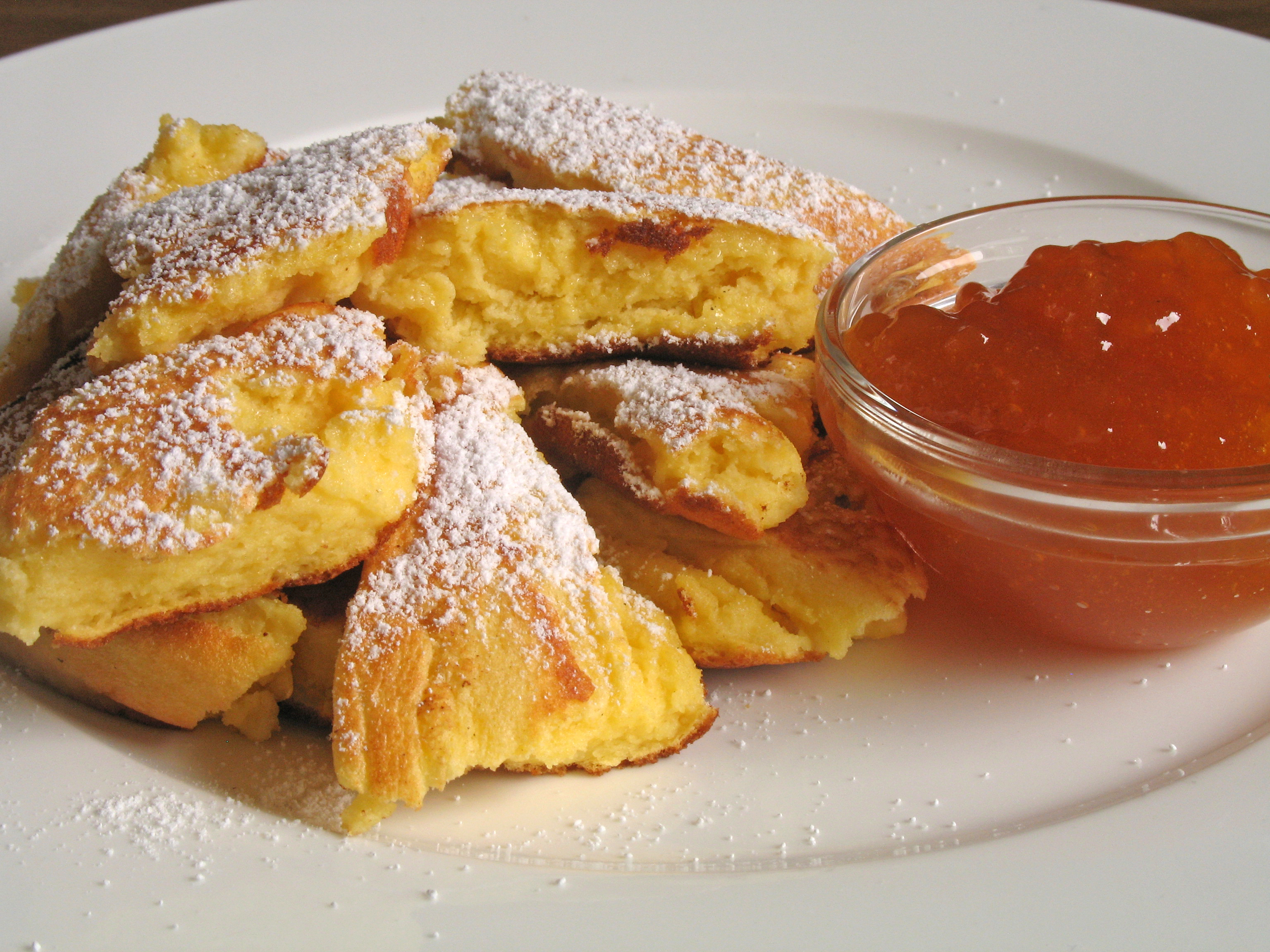
Kaiserschmarrn à la confiture d'abricot.

L'omelette Célestine (à la Célestine) est un plat victorien sous forme de plateau d' omelettes sucrées minces comme des crêpes (Jules Gouffé dit qu'on ferait mieux de les appeler crêpes d'œufs) garnies de toutes sortes de confitures, marmelade ou frangipane, roulées. Entremets vite fait au dernier moment.
En Allemagne, elle est appréciée aux fruits rouges, au Portugal à la patate douce. On trouve en néerlandais l'omelette sucrée à la confiture de goyave, et d'autres à la crème fouettée,. En Chine, l'actrice Yang Liyin a lancé (2021) la mode de l'omelette à la Peau de Dragon: une omelette sucrée à la peau de pitaya rouge.
La Kaiserschmarrn autrichienne, un dessert chaud appelée aussi omelette sucrée, n'est pas exactement une omelette car on ajoute aux œufs battus de la farine, de la crème, du lait et aussi des raisins secs. Il s'agit d'un sorte de crêpe. On la sert aux airelles, à la compote de pomme, etc.

### Omelette flambée

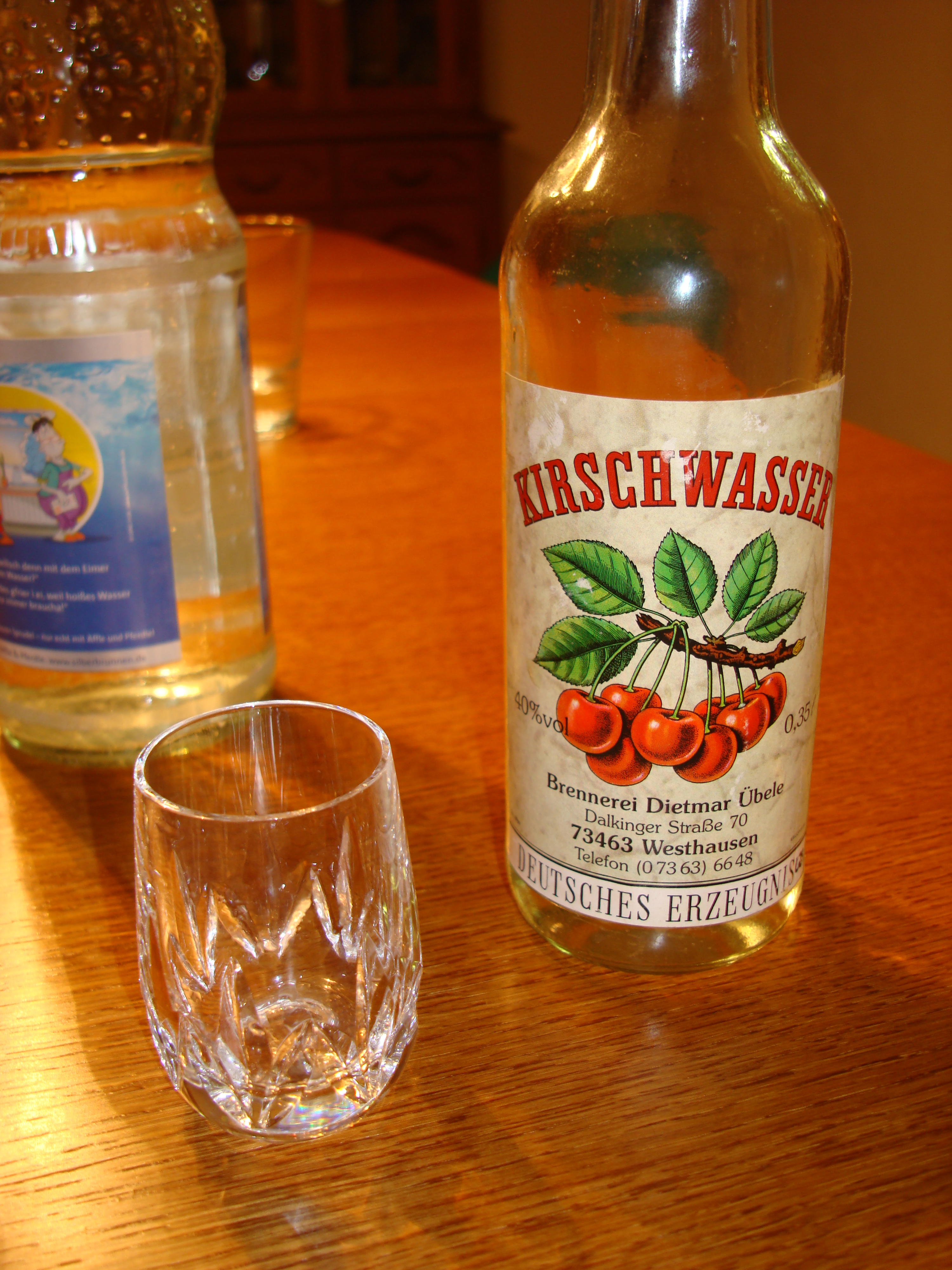
Alcool classique de l'omelette flambée : le kirsch.

Le terme apparait épisodiquement dans la littérature numérisée en 1906 chez A. Bautte (avec une remarquable diversité: kirsch, rhum, cognac, whiskey, kummel), en 1908 dans la presse, chez Escoffier en 1912, ce sont alors les omelettes flambées au kirsch qui dominent,,. Garnies de cerises aigres Montmorency dénoyautées et cuites au sucre, elles prennent le nom d'omelette Lucien Guitry en 1924. La diversification des alcools de flambage aidant (Vallée d'Auge au calvados en 1927, à la Rouennaise: farcie marmelade de pomme, flambée au calvados. 1929), la notoriété commence en 1933 avec un apogée en 1958,,,. En 1934, Sacha Guitry décrit dans Excelsior une omelette flambée servie chez Alfredo à Rome: « son triomphe, c'est l'omelette flambée. Lorsque, venant de la cuisine, il en apporte une qui flambe, la lumière, dans tout le restaurant, s'éteint brusquement. Le violon fait un tremolo et, dans l'obscurité, Alfredo danse avec la flamme du marasquin qui l'illumine et se divise en feux follets, puis revient la lumière et Alfredo salue ». La mode est lancée.
A la différence de l'omelette sucrée soufflée, le flambage est un spectacle: C'est une omelette saupoudrée de sucre après pliage, arrosée avec une liqueur chauffée d’avance, rhum, cognac, kitch, et flambée sur la table. Ce flambage réalise une seconde cuisson de l'omelette note Tante Pauline, il faut donc plier l'omelette bien baveuse à la fin de la première cuisson au risque de trop la cuire. Avec le temps la recette connait des variantes: omelette flambée à la confiture (abricot ou framboise tiédie au bain-marie. 1946), aux fruits confits, omelette soufflée flambée (à la créole, au rhum dans La revue française de l'élite européenne. 1959), flambée à la vieille prune, au marc, au pastis, au Grand Marnier,,,. Le terme est repris à l'identique dans diverses langues, italien, anglais,.
Il existe des omelettes flambées salées, par exemple des omuraisu au Japon, en Russie l'omelette flambée du tsar (au paprika, crème sûre, flambage à la vodka).

### Omelette sucrée garnie
A. Bautte donne les classiques fourrées aux fruits ; omelette à l'ananas (flambée au kirsch ou au rhum), à la banane, au gingembre confit, au melon confit. À la pêche, à la mirabelle, au caramel, à la macédoine, à la rhubarbe chez Edmond Girardin en 1913. Avec Anne Byrd (1982) : omelette aux raisins verts, fraises et menthe, au miel.
Parmi les actuelles: au kiwi et aux fruits rouges, à la vanille, aux pommes et aux prunes, poire et pécan, aux noix confites,.

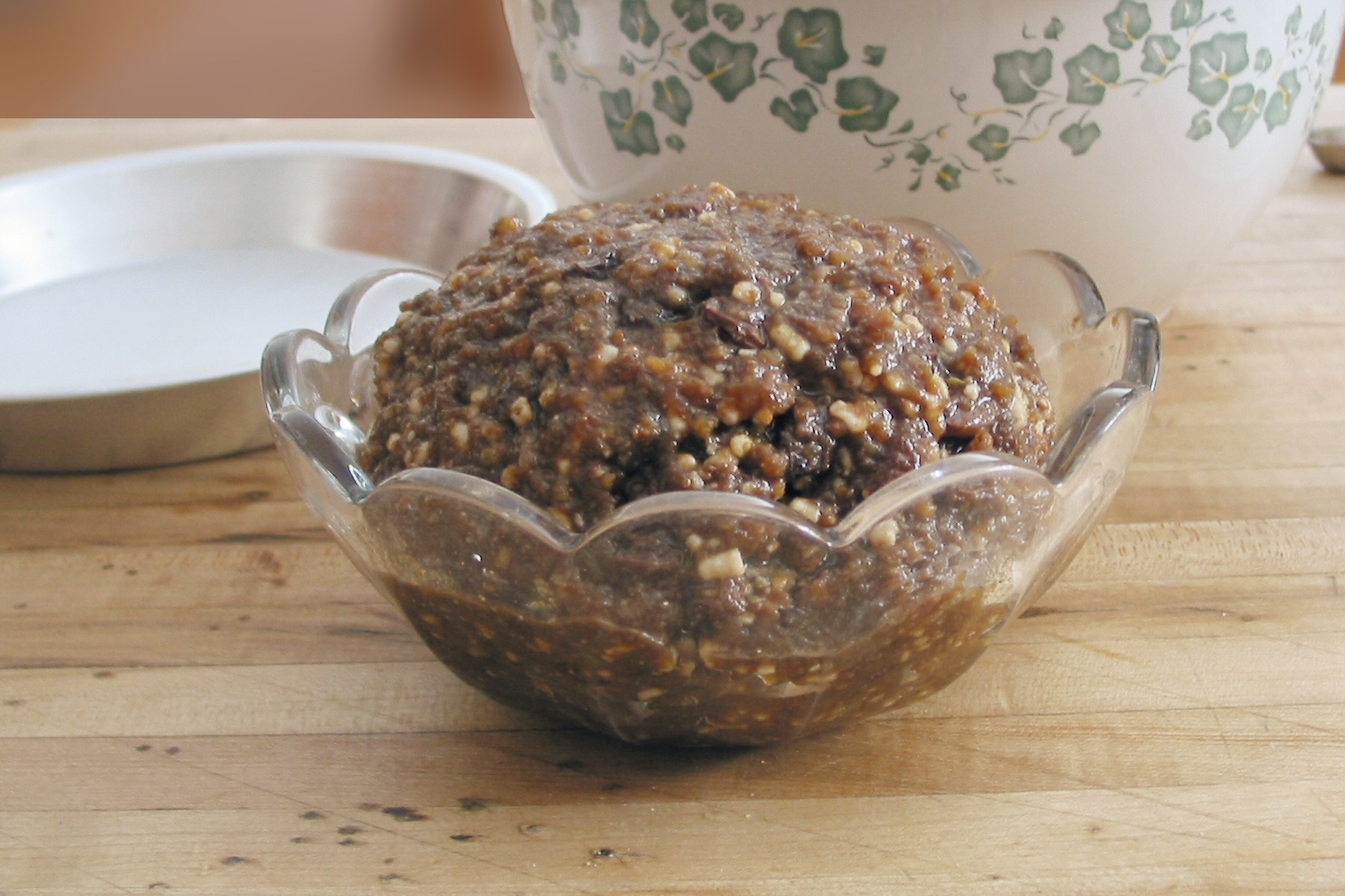
Mincemeat, garniture de l'omelette anglaise sucrée-flambée de Noël

#### Omelette de Noël
L'omelette de Noël était une singularité anglaise (Christmas omelette) qui semble bien oubliée: les œufs sont battus avec de la crème, du sucre, des zestes de citron, du rhum ou du Cognac. Au moment de la rouler on la farci copieusement de mincemeat (mélange sucré de fruits secs hachés, de Cognac et d'épices avec de la graisse de bœuf) puis flamber sur table.

## Anthologie

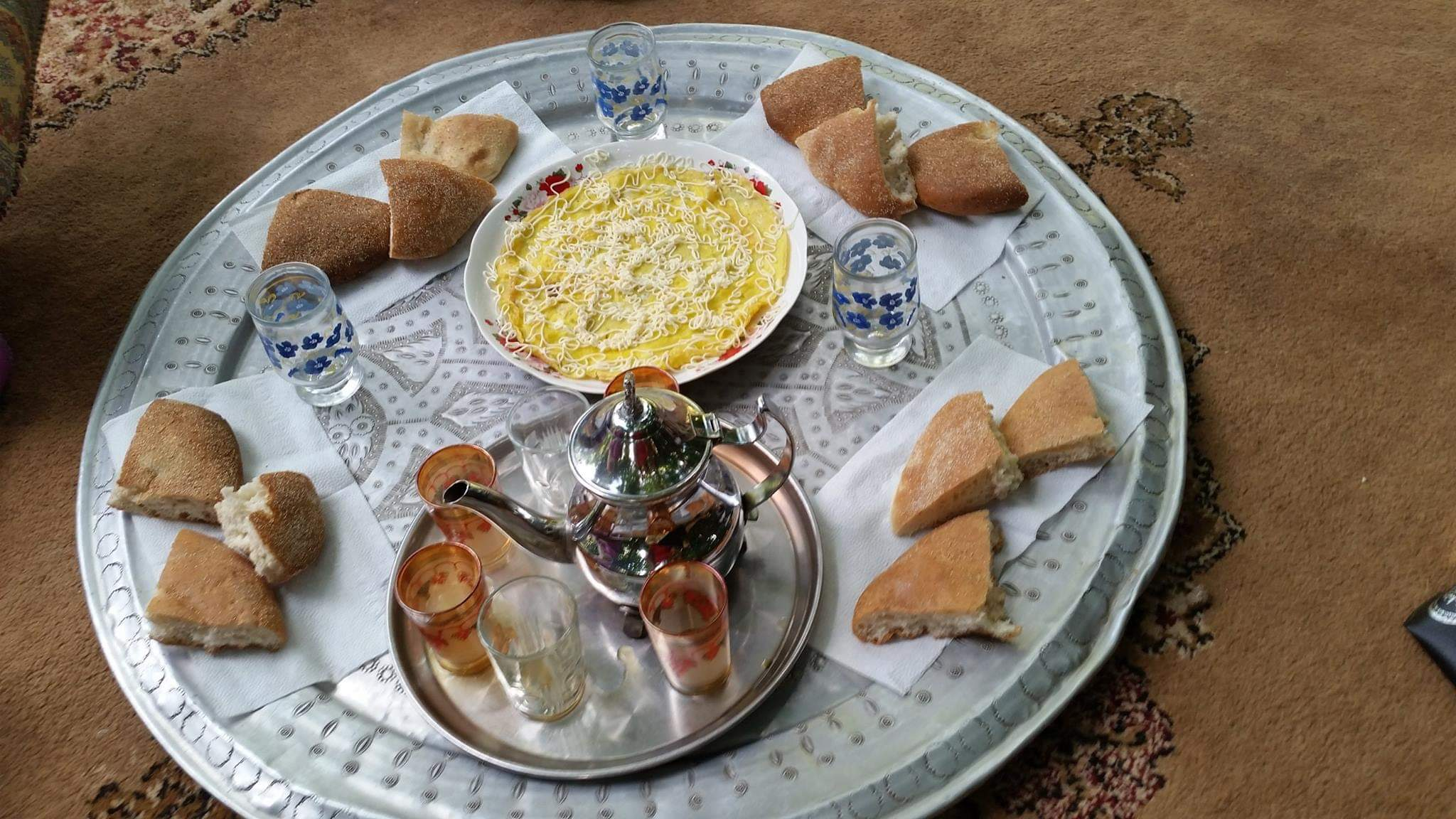
Omelette servie avec le thé, au Maroc.

Omelette veut dire mélange, ainsi l'Omelette du Niagara donnée au Palais Royal en 1859 est une « revue bouffonne sans queue ni tète » au dire de Théophile Gaultier, qui doit son titre à la scène I ou un funambule fait une omelette au dessus des chutes du Niagara,. Le Duc de l'Omelette (prince de Foie-Gras) est une nouvelle d'Edgar Allan Poe traduite par Félix Rabbe et publiée en 1877. Le Quatuor « Voici l'omelette » est un haut moment du Docteur Miracle de Georges Bizet.

### L'Omelette à la Follembûche

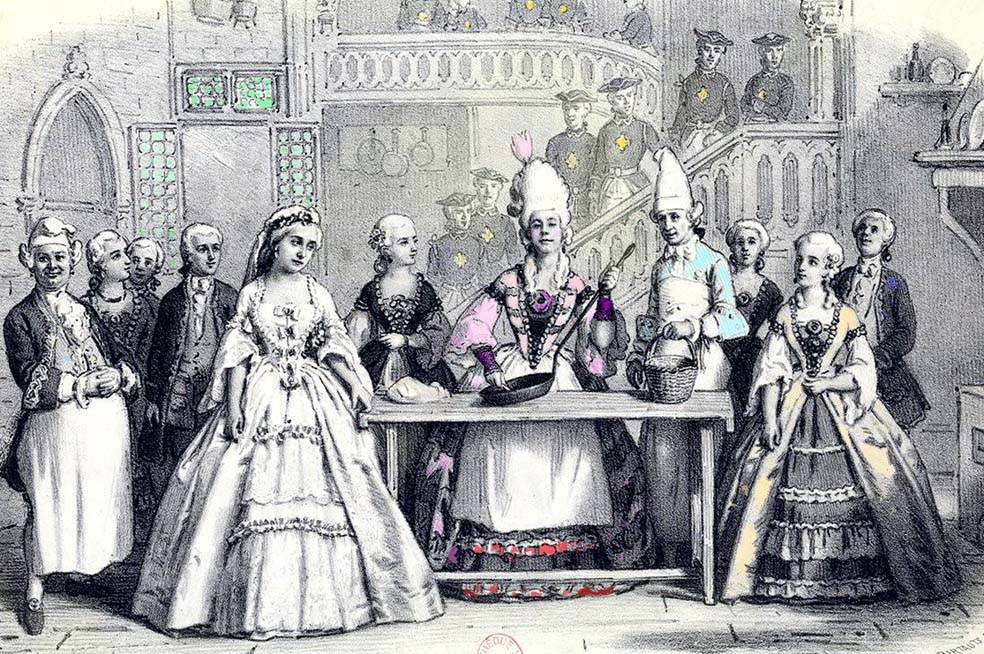
Partition du quadrille pour piano de l'Omelette à la Follembûche. La Baronne de Follembüche bat l'omelette fatale.

L'Omelette à la Follembuche est une opérette en un acte créée aux Bouffes-Parisiens (1859) livret d'Eugène Labiche et musique de Léo Delibes. Le roi va avoir pour repas une omelette que confectionne (en chantant) la Baronne de Follembûche (descendante de Jeanne la Folle) qui y verse sa bonbonnière contenant un poison. Givrac, capitaine des mousquetaires réussit in extremis à empêcher l'omelette d'aller sur la table du roi, et il obtient la main de la belle Berthe de Follembûche,

« Givrac : Madame la baronne! madame la baronne (lui donnant l'omelette): Voici votre omelette!...

La Baronne  : (qui tient l’omelette) Capitaine, voici ma nièce!

Tous : Sauvés! nous sommes sauvés! »

### L'Omette miraculeuse
Pendant la période de déchristianisation, sous la révolution française se multiplient les omelettes anticléricales. L'Omette miraculeuse est une comédie qui mêlait des cantiques aux chants révolutionnaires attribuée à Louis Archambault Dorvigny contre le charlatanisme des prêtres donnée en décembre 1793 à Paris qui provoqua un scandale et fut interdite,,. Une seconde omelette miraculeuse aurait été donnée la même année au Théâtre de la Cité. Elles ne doivent pas être confondues avec Le Miracle de la Sainte Omelette, également anticlérical, publié par Dorfeuil en 1790.

### Au cinéma

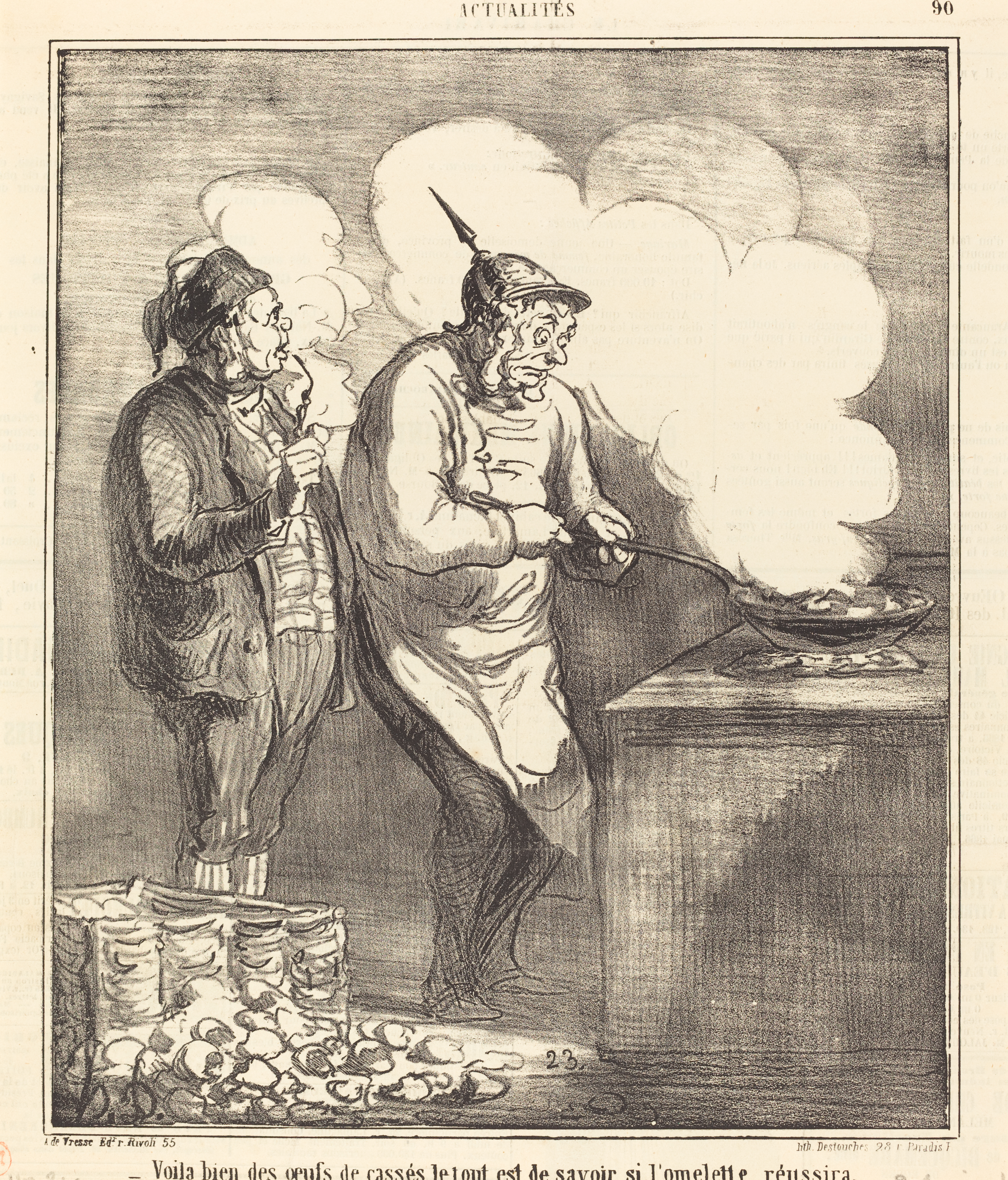
Honoré Daumier. Voila bien des œufs de cassés, le tout est de savoir si l'omelette réussira (unification de l'Allemagne).

L'Omelette est un film de Rémi Lange tourné en 1993 sorti en salles en 1998 dans une version 16 mm créée en 1997.

### Expressions, proverbes et poésie
- « On ne fait pas d’omelette sans casser des œufs » est une expression qui date de la révolution française[299]. Dans les Anecdotes curieuses et plaisantes, relatives à la Révolution de France (Paris, 1791) à propos des expressions sous la révolution, on lit : « Une femme déplorait les meurtres qui ont commencé la révolution: Sandis, lui répondit un gascon, peut-on faire une omelette sans casser des œufs? »[300]. Elle apparait en anglais 50 ans plus tard[301]. L'expression se retrouve en 1795 à propos de la bataille de Nivelle[302].
- Expression de Pascal Lamy (OMC) en 2018 pour décrire la difficulté de l'opération[303] : « Le Brexit sera comme retirer un œuf d'une omelette (Brexit will be like removing egg from an omelette) ».
- Le quotidien algérien El Watan constatant l'ampleur de l'abstention aux élections titrait en juin 2021[304] : « Construire un pays sans peuple comme faire une omelette sans œuf ».
- Edouard de Pomiane dans le Code de la Bonne chère, chapitre l'Omelette (1924)[305] : « du moment où vous avez décidé de faire une omelette, ne pensez plus à autre chose; elle serait manquée ».
- Paul Bocuse dans La Cuisine du marché (1976)[306] : « Pour bien faire une omelette, la pratique vaut mieux que les conseils. Le tour de main ne s'acquiert qu'avec l'expérience ».
- « Poussins à Pâques, omelettes à Noël » est un vieux dicton pour rappeler de faire éclore les œufs en mars si on veut avoir des œufs en hiver[307].

#### Ostracisme

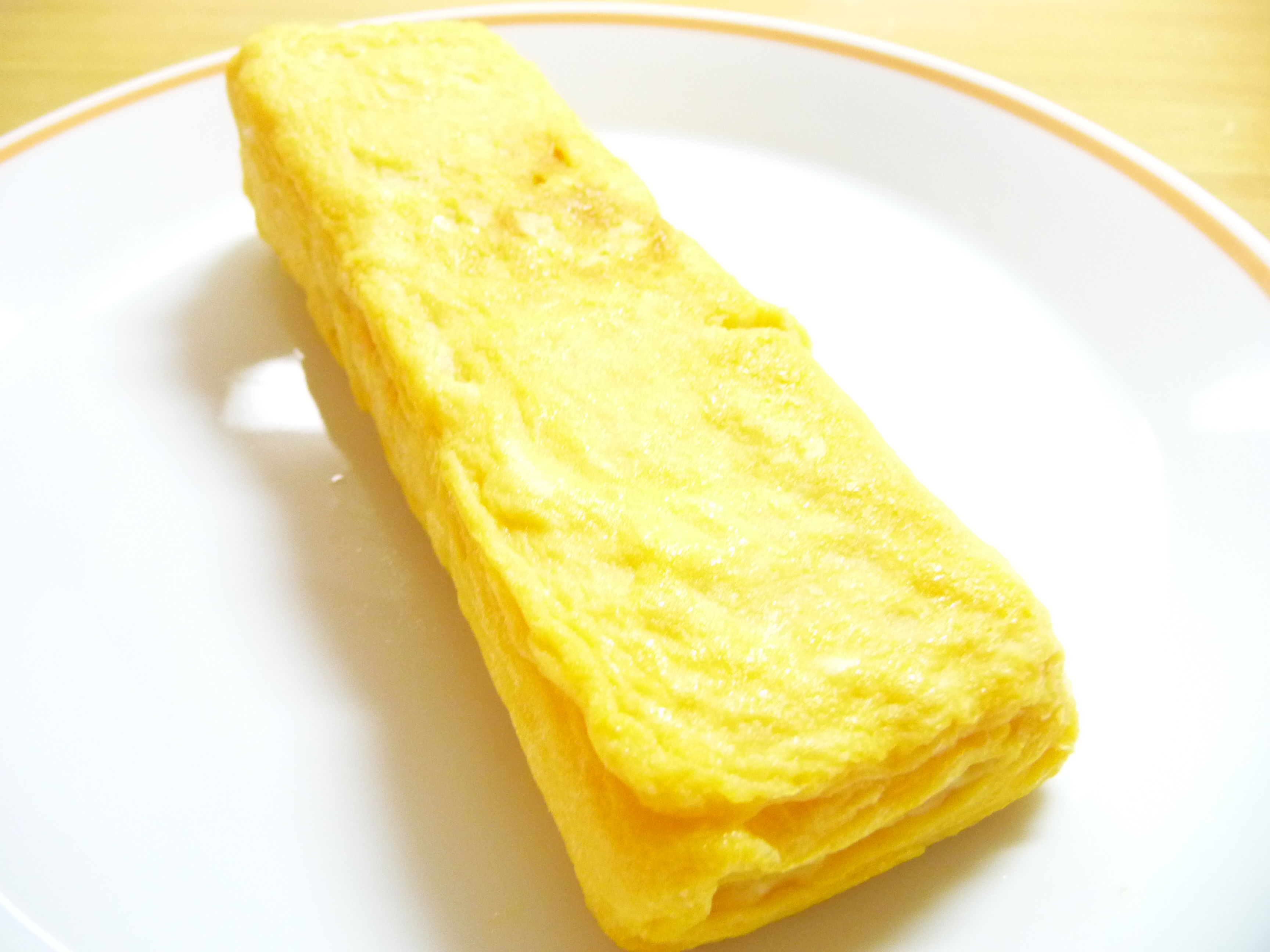
Roulée dans une poêle rectangulaire l'omelette japonaise n'a pas de bouts.

Les bouts de l'omelette pliée ont depuis longtemps donné lieu à un ostracisme : plus minces, ils peuvent être repoussés (éliminés) ou bien être repliés vers le centre avec la fourchette et dans la poêle (ce qui demande une bonne expérience dit A. Bautte). Les Dimanches de la femme du 27 juin 1920 écrit dans le service de l'omelette « La partie la plus délicate se trouve au milieu du chausson, les bouts de l'omelette sont moins appréciés ». De là L'Homme libre de Georges Clemenceau, utilise en 1923 les bouts de l'omelette comme image de l'exclusion des extrêmes: « Il ne suffit pas d'extraire Léon Daudet de la Chambre, les bouts de l'omelette doivent être plus largement tranchés ». L'exclusion ou le rassemblement des 2 bouts de l'omelette devient l'apanage du centre en 1930, Le Figaro parle au sujet de la rénovation du centre de « L'authentique concentration des deux bouts le l'omelette prestement coupés ». L'attribution à Hubert Veuve-Méry ou à Edgar Faure de l'expression « Il faut prendre l'omelette et en couper les deux bouts » pour signifier qu'il faut gouverner au centre et éliminer les extrêmes en politique méconnait l'ancienneté de cet usage. Alain Juppé l'a reprise en l'explicitant en 2017, sans pitié pour les extrêmes :

« il faudra peut-être songer un jour à couper les deux bouts de l'omelette pour que les gens raisonnables gouvernent ensemble et laissent de côté les deux extrêmes, de droite comme de gauche, qui n'ont rien compris au monde »

#### Jean-Jacques Rousseau
Hippolyte Buffenoir. Jean-Jacques Rousseau et ses visiteurs, A. Hennuyer, 1895

« La dernière promenade que Bernardin fit en compagnie de Rousseau eut lieu au mois de mai 1778. Voici la page remarquable qu'il y consacre: « Nous partîmes un matin au lever de l'aurore, et, laissant à droite le parc de Saint-Fargeau, nous suivîmes les sentiers qui vont à l'orient [ ].
A chaque pas, le paysage devenait plus agréable. Rousseau recueillait une multitude de fleurs, dont il me faisait admirer la beauté. J'avais une boîte, il me disait d'y mettre ses plantes, mais je n'en faisais rien; et c'est ainsi que nous arrivâmes à Romainville. Il était l'heure du diner; nous entrâmes dans un cabaret... On nous servit une omelette au lard. « Ah ! dit Rousseau, si j'avais su que nous eussions une omelette, je l'aurais faite moi-même, car je sais très bien les faire. Pendant le repas, il fut d'une gaieté charmante »

#### Poétique
- Ballade de l'omelette de Philippe Monnier (1re strophe)[313]

« Va-t'en cueillir la marjolaine,

Le persil, le cerfeuil, le thym

Où les grillons, à perdre haleine

Chantent, grisés de leur destin

Car à ton cabaret lointain

Je viens pour contenter, fillette,

Un désir vieux, quoiqu'enfantin :

Je veux manger une omelette »

### Humour belge

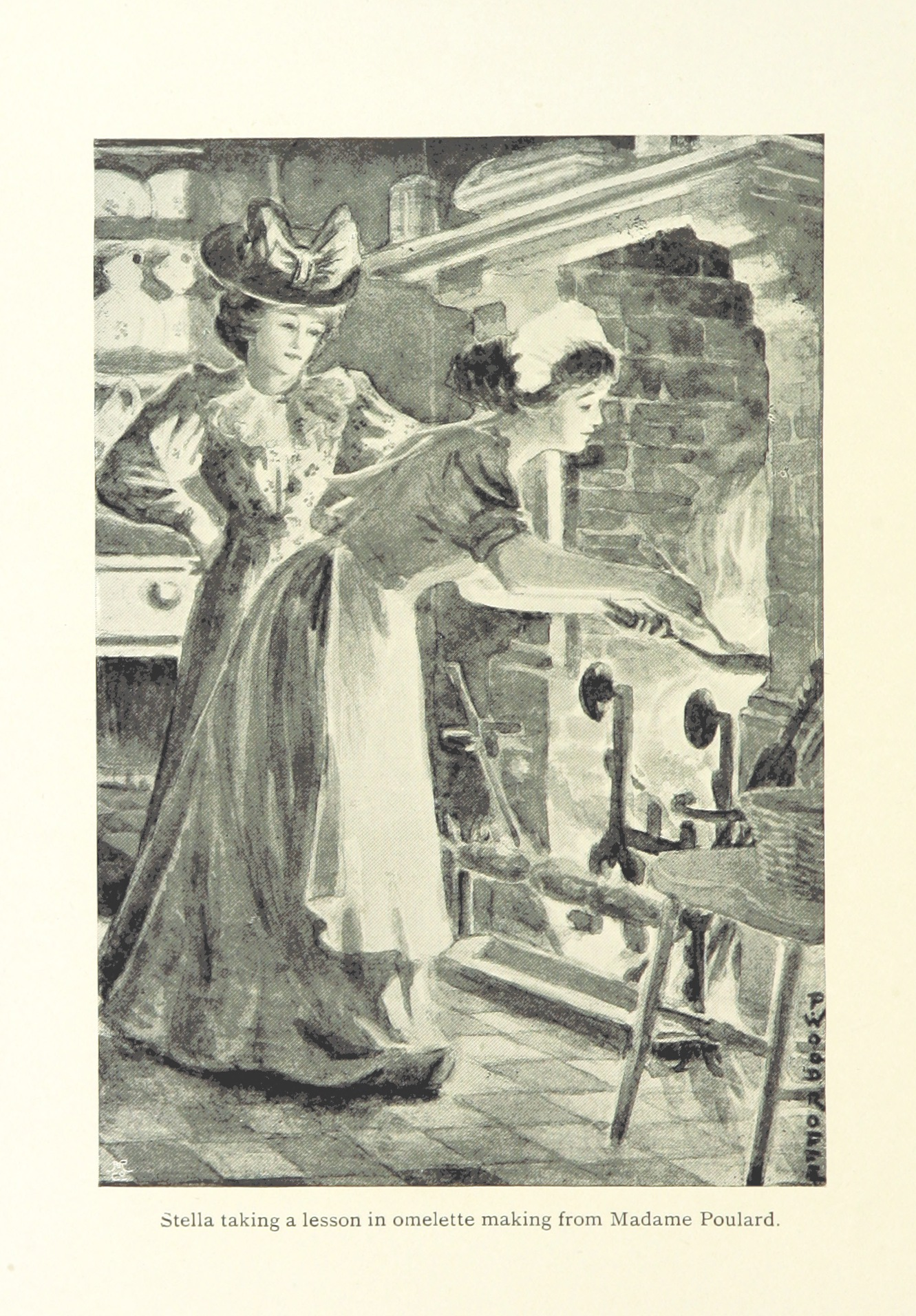
Leçon d'omelette chez la mère Poulard.

En néerlandais, déviation se dit Omleiding. En mai 2021, on pouvait voir à Bruxelles (commune de Jette), place Cardinal Mercier un panneau de signalisation routière temporaire de déviation fléchant: Omelette-Omeletje. Il jouait de la proximité entre omeletje (omelette) et ommetje (détour). Erreur de traduction, farce, où publicité d'un restaurant? La Libre Belgique et l'échevin de Jette ont fait savoir que le panneau erroné a été retiré et corrigé lundi 17 mai. Elle donne la dénomination correcte: Déviation – Wegomlegging, « à moins que la personne qui a installé le panneau Omelette voulait signaler aux automobilistes que la route à emprunter était pleine de nids de poules ».

## Omelettes extrêmes

### Petites et grosses omelettes
Les mini-omelettes ou petites omelettes désignent au Canada des petits ronds d'œufs battus à aspect d'omelette faits d'un appareil à omelette versé et cuit au four dans des moules à muffin. Il existe aussi des poêles en forme de moule à muffin (4-Cup Egg Frying Pan). Elles ne sont donc pas des omelettes au sens classique mais une variante rapide à faire qu'on conserve congelées,.
L'omelette meguina est une omelette aux légumes (carotte, pomme de terre, petits pois, oignon) et au poulet cuite au four et d'une épaisseur considérable (5 à 8 cm). Cette recette se fait au Maroc, sa variante tunisienne est la minina, méguina, makouda souvent épicée au paprika et au curcuma est aussi appelée omelette juive,,.

### Omelette de Condorcet, omelette de12 œufs

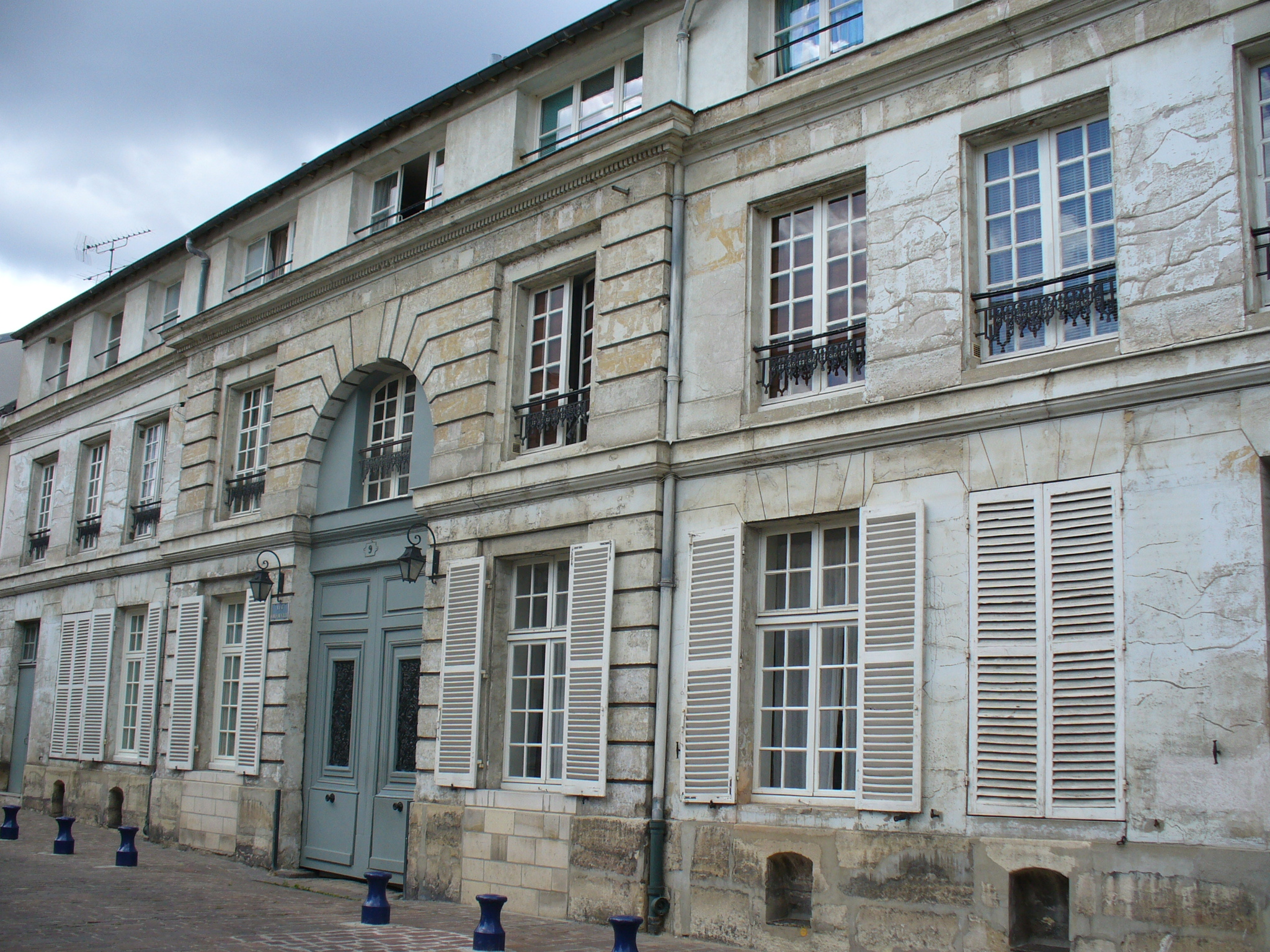
Ancienne auberge de Louis Crespinet à Clamart où Nicolas de Condorcet fuyant la Terreur aurait demandé une omelette de 12 œufs qui lui fut fatale

Le mathématicien Condorcet, hostile à la peine de mort, fut condamné pour trahison par les jacobins, un décret d'arrestation contre lui voté par la Convention (juillet 1793), après s'être caché huit mois à Paris, il décide de fuir le 25 mars 1794 vêtu de guenilles. À Clamart, il s'attable affamé à l’auberge Crespinet et demande une omelette. À la question de l'aubergiste « Combien d'œufs ? », l'auteur du théorème du jury ignorant selon la tradition combien d'œufs on met dans une omelette d'une personne, aurait répondu 12. Ce qui dans ces temps de suspicion, lui valut une rapide arrestation, et sa mort, incarcéré le 28 mars.
On utilise l'expression Omelette de Condorcet soit pour désigner une omelette de 12 œufs - qui ne porte pas toujours bonheur - soit comme image pour désigner quelqu'un qui sort de sa compétence pour dire n'importe quoi,.
Christophe Gauld et Jean-Arthur Micoulaud-Franchi écrivent à propos de la pandémie de Covid 19 en 2020 : 

« Même si l’histoire de l’omelette de Condorcet n’est pas aussi connue que son théorème sur l’importance des groupes d’experts dans les décisions scientifiques... dans la situation actuelle, le caractère excessif de certains avis scientifiques personnels (« Je veux douze œufs dans mon omelette ! ») rivalise d’autorité avec le besoin de conseils d’experts et de données probantes »

.

### Omelettes géantes

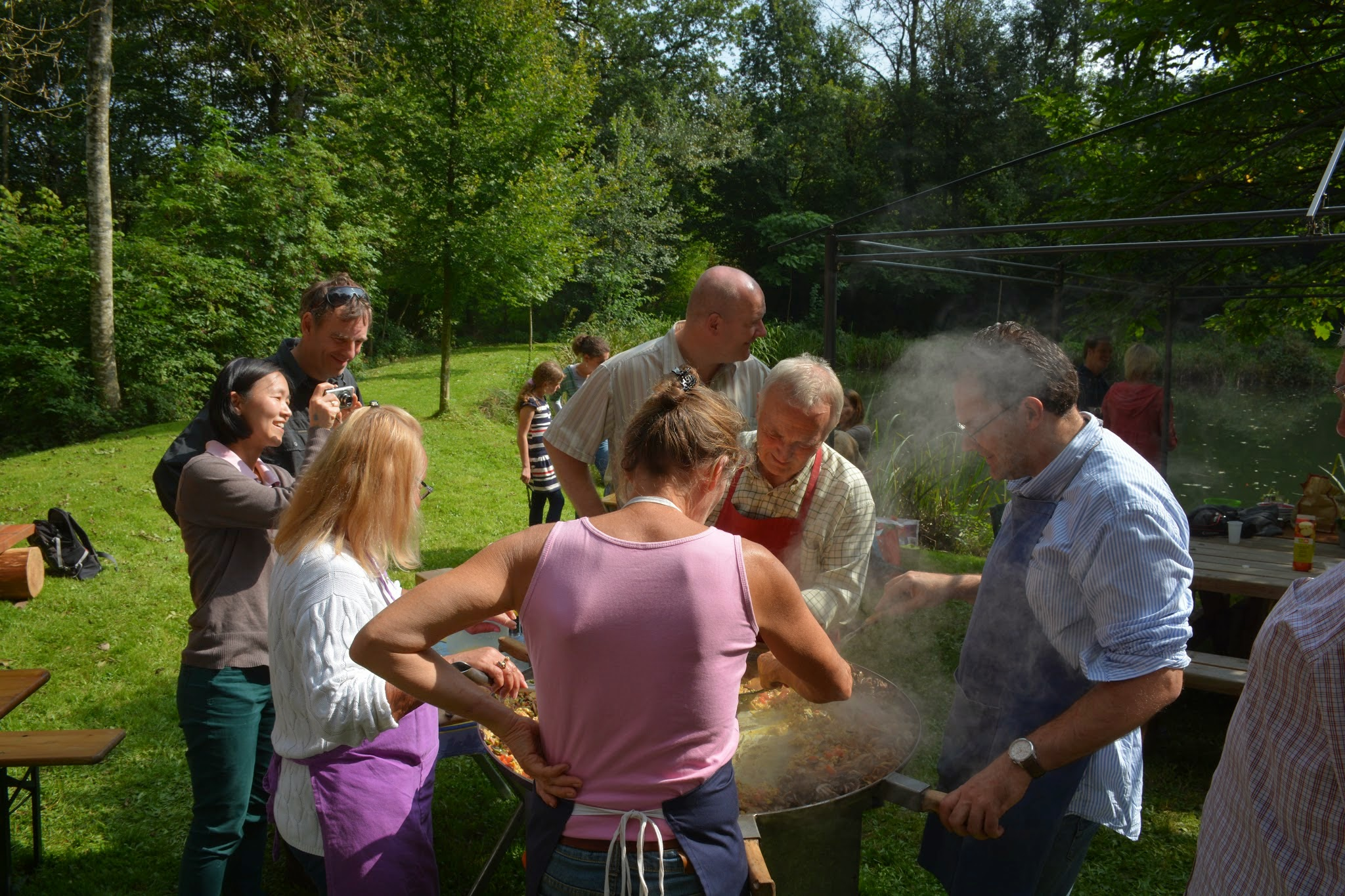
Omelette géante aux champignons.

Les omelettes géantes sont, aux côtés des concours de pétanque, une saine activité collective de printemps. La dimension de la poêle interdit de plier ou de rouler l'omelette géante qui n'est donc pas une pure omelette mais une omelette superlative. Une Confrérie mondiale l'a institutionnalisée, selon elle Napoléon passant par la Haute-Garonne aurait aimé les œufs locaux et commandé une omelette géante pour ses troupes.
En 1883, Louis Létang écrivait dans La belle hôtesse « Auberge bénie, au revoir !... Nous emportons dans notre cœur le doux et joyeux souvenir de ta sainte et grasse hospitalité. Toujours, entourés d'une lumineuse auréole, nous verrons resplendir dans nos meilleurs rêves le délicat gigot, la savoureuse poularde, l'omelette géante, les délicieux épinards. En 1922, Le Rappel mentionne qu'on fait chaque année le vendredi saint une omelette géante de 500 œufs au village de Porto-Maurisio ».
Depuis peu, l'omelette géante prend une forme militante: En 2018, sur la plage du Kelenn, à Carantec, une association de défense pour la construction d'un poulailler de 30 000 poules pondeuses en plein air réunit 500 personnes autour d'une omelette géante. La Confédération paysanne du Rhône, qui accuse le ministre de l'agriculture de faire l'autruche, a organisé en janvier 2021 une manifestation contre l'abattage des poules, suivie d'une omelette géante. La Confédération paysanne, le MODEF, et le GABB32 ont fait une omelette géante à Auch en février 2021 pour défendre l'élevage en plein-air,.

#### Confrérie Mondiale de Chevaliers de l'Omelette Géante

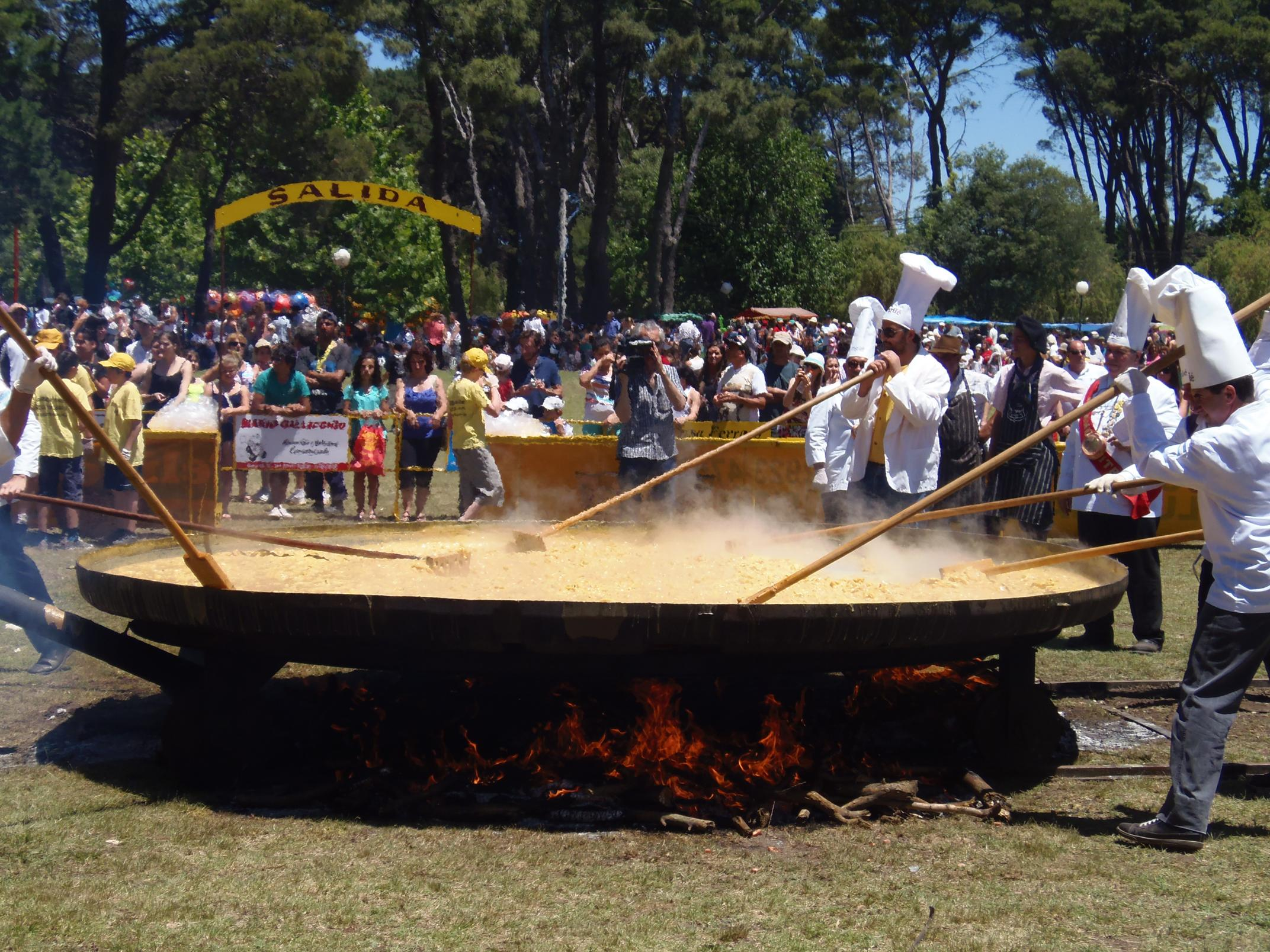
Omelette géante à Pigüe (Argentine)

Crée en 1955 à Bessières par Georges Martel, une amicale d'amateurs d'omelette (l'Amicale des Commerçants et artisans de Bessières (ACAB)) se réunit chaque année au bord du Tarn, le lundi de Pâques. Elle devient confrérie en 1973 sous la houlette de Bernard Beilles, puis réunit diverses confréries sœurs de par le monde: Dumbéa en Nouvelle Calédonie, Abbeville en Louisiane USA (omelette de 5 000 œufs, à noter une omelette junior de 600 œufs cuite à côté de la géante par les juniors,), Granby au Canada, Malmedy en Belgique (fait son omelette de 10 000 œufs le 15 aout,,), Pigüé en Argentine... La confrérie donne les dates de réunions omelettatoires connues y compris des collectifs non membres nommés omelettes extérieures,. Les omelettes géantes admettent la ciboulette, celle de Bessières se fait de nos jours de 15 000 œufs, la première n'était que de 2 000,. En 2016, la Confrérie sœur de l'omelette géante Fréjus-Saint Aygulf a réalisé une omelette de 14 000 œufs et 12 kg de truffes pour la Foire aux vins de Culoz.
La dénomination enregistrée est « Confrérie Mondiale de Chevaliers de l'Omelette Pascale Géante de Bessières-France ».
Cols bleus (hebdomadaire de la Marine française) - rapporte la mission de livraison de Nouméa à Tifou pour la fête de Luciela 2000 d'une poêle géante (diamètre 3 m) par La Glorieuse. En mars 2000, il explique : « À la plus grande joie de la nombreuse population présente, les chevaliers de la confrérie de l'omelette géante de Dumbéa, accompagnés du cuisinier de La Glorieuse, ont sacrifié des milliers d'œufs pour confectionner une omelette moelleuse et savoureuse.
Le retour de la poêle sur la plage arrière de La Glorieuse marquait la fin de cette mission de surveillance maritime un peu particulière qui a permis au patrouilleur de renforcer ses liens avec Dumbéa et a été l'occasion de fêter dignement le premier anniversaire de la confrérie de l'omelette géante. »

#### Associations d'Omelette géante

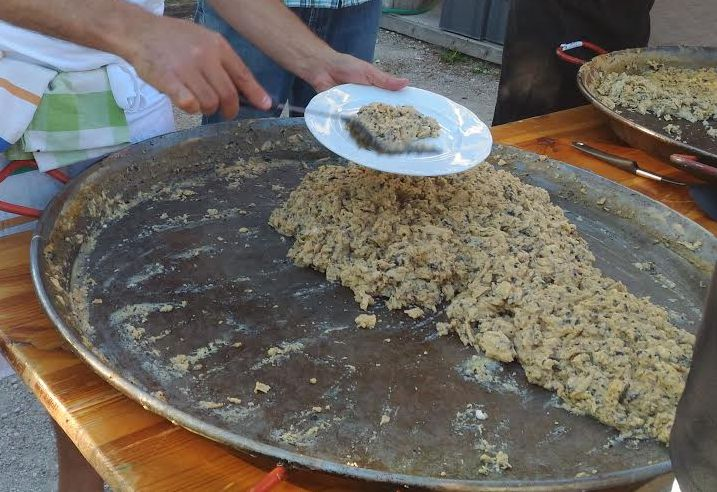
Omelette aux truffes, à Lalbenque.

La commune d'Haux en Gironde organise chaque lundi de Pâques depuis 1980 une journée festive autour de l’Omelette Géante de Haux à l'aillet et aux lardons,. Les 5212 œufs sont battus dans des saladiers par 6, on y ajoute 40 kg d'aillet, 45 kg de lardons. En juillet chaque année, le championnat du monde d'omelette aux piments doux réunit nombreuses associations à Bayonne sous l'égide du syndicat Biper Eztia (label rouge du piment doux), les organisateurs ont renoncé à la traditionnelle omelette géante jugée « pas assez gustative et trop bouillie », en 2019 au profit d'omelettes pliées plus petites.
Crée en 2019 avec l'aide de la Confrérie Mondiale, l'association d’Abbeville Baie de Somme se réunit en septembre. Les Pompiers volontaires de Saint-Julien-Chapteuil cuisent en aout une omelette géante au profit de l'Œuvre des pupilles orphelins des sapeurs-pompiers.

### Records du monde
Le Livre Guinness des records consigne un classement des omelettes géantes selon leur poids et non leur surface. Le record du monde des omelettes est détenu depuis 2012 par la municipalité de Ferreira do Zêzere au Portugal où fut réalisée une omelette de 6.4 t. avec 145000 œufs, 55 participants, une poêle de 4,29 t. et 10,3 m de diamètre soit 83 m2. Elle succède à une omelette turque (3.2 t et 110000 œufs en 2010) et à celle de l'Association pulmonaire du Canada, cuite à Brockville Ontario (2,95 t en 2002),.
En France et en 1994, à Montourtier, une omelette de 80000 œufs cuite dans une poêle fabriquée sur place (13,11 m de diamètre et 132 m2, poêle qui doit toujours détenir le record mondial de surface des poêles à omelette géante) a possédé brièvement le premier record du monde. Elle avait nécessite 200 kg de beurre, 20 kg de sel, 10 kg de poivre, et 1 h 45 de cuisson. La même année à Yokohama une omelette de 160000 œufs la détrôna mais la poêle n'était que de 128,5 m2.
La plus grande tortilla aux pommes de terre fut réalisée en 2015 à Vitoria avec 16000 œufs, 1.6 t de pommes de terre, 150 l d’huile d’olive, 26 kg d’oignons et 15 kg de sel.
Le restaurant Norma (Hôtel Parker New York) sert un frittata au homard, sauce homardine, largement couverte de caviar Sevruga sur un lit de pomme de terre. Elle a été inscrite au Guinness (2004) comme l'omelette la plus chère au monde : 2 750 $ (en 2017 et dans sa version 8 œufs, 280 g de caviar et 450 g de homard - il s'en vendait 12 par an, la servion dégustation n'est qu'à 150 $),,.
Le chef américain Howard Helmer détient toujours 3 records du monde inscrits au Livre Guinness : Cuiseur d'omelettes le plus rapide (427 omelettes en 30 min à Atlanta, Géorgie, en 1990), omelette la plus vite faite (42 s de l'œuf entier à l'omelette pliée) et dextérité au retournement de l'omelette (30 retournements en 34 s) même si ce traitement est normalement réservé aux crêpes,. Il a été reçu à la Maison Blanche par le Président Obama en 2011.

### L'omelette au thon de Brillat-Savarin
Brillat-Savarin donne la recette d'une omelette au thon, garniture de thon, laitance de carpe, échalotte et beurre qui a fait rêver les amateurs d'omelette. « Ce mets, écrit-il, doit être réservé pour les déjeuners fins, pour les réunions d'amateurs où l'on sait ce qu'on fait et où l'on mange posément ; qu'on l'arrose surtout de bon vin vieux, et on verra merveilles ». La recette a été mille fois copiée, adulée comme « une merveille de l'art culinaire » ou décriée).

## Aspect nutritionnel

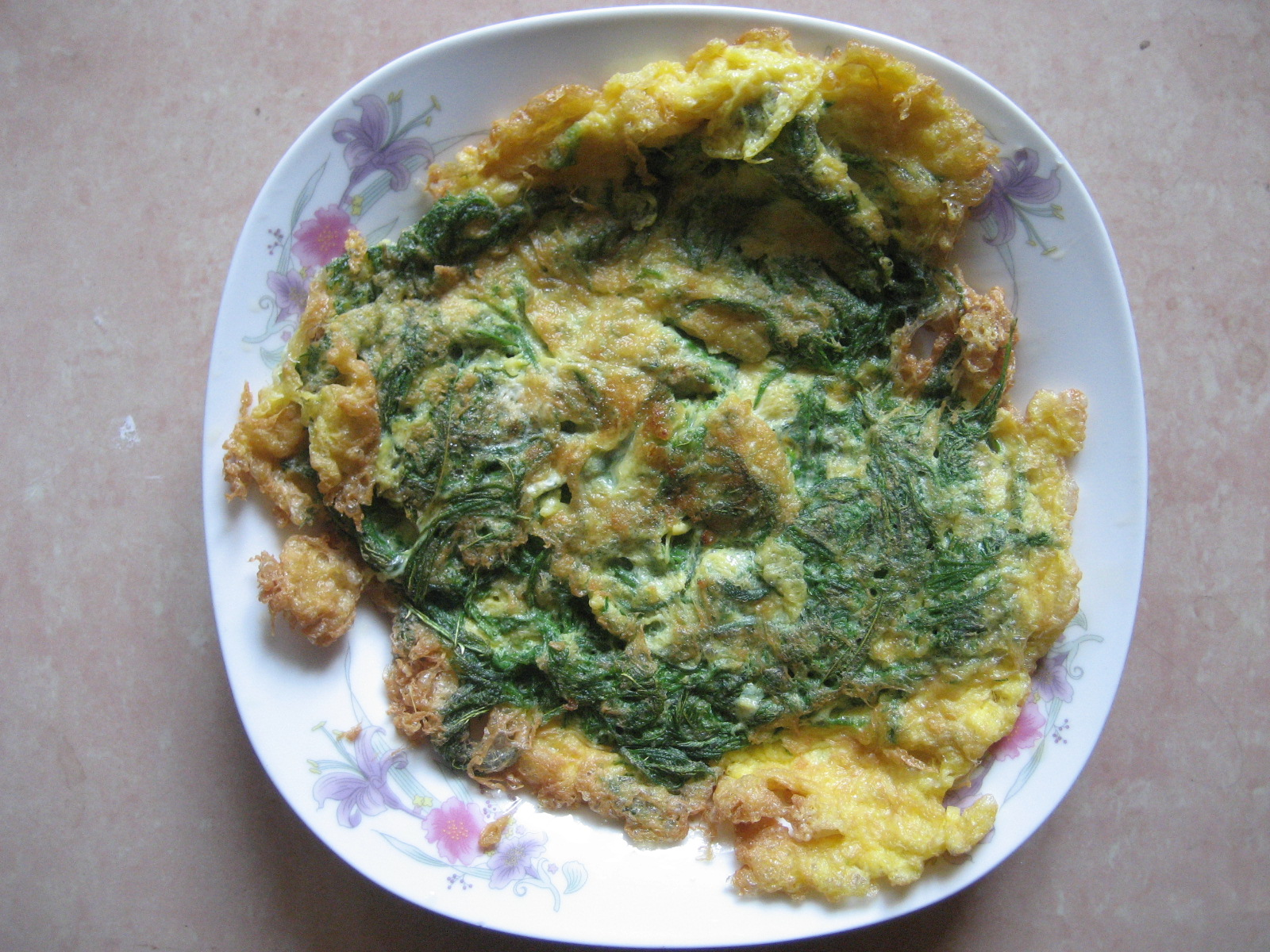
Omelette verte au Senegalia pennata.

L'American Journal of Clinical Nutrition écrit, en 2018, que la consommation d'omelettes est sans risque pour la santé. Fuller et al. constatent qu'un régime riche en œufs de 3 à 12 mois n'affecte pas le poids corporel, la glycémie, l'hémoglobine glyquée, l'adiponectine ou divers lipides sériques, les marqueurs d'inflammation ou de stress oxydatif par rapport au régime pauvre en œufs. « Ainsi, l'ensemble des observations et des tests randomisés dans des populations normales et diabétiques ne fournit aucune preuve pour étayer la recommandation selon laquelle les personnes, y compris les patients atteints de coronaropathie ou de diabète de type 2, ne devraient pas consommer d'œufs dans le cadre d'une alimentation saine. Malgré la teneur élevée en cholestérol et en graisses saturées du jaune des œufs nous pouvons manger de l'omelette. »

### Hyperprotéine, lyophilisation et robot
Les préparations pour omelette à base d'œufs réduits en poudre sèche ont l'avantage de se conserver facilement et jusqu'à 2 à 3 ans, on les trouve sous forme enrichies de garnitures classiques, elles sont adoptées par les voyageurs en milieu difficile,.
Partant de l'idée que l'omelette est facile à préparer, mais difficile à réussir, un ingénieur de Cambridge a mis au point avec recours aux techniques avancées actuelles un (ensemble de) robot à faire les omelettes non pliées (2020). Il suffit de se mettre à table: « Les omelettes, en général, étaient excellentes, bien meilleures que prévu ».

### Omelette verdie

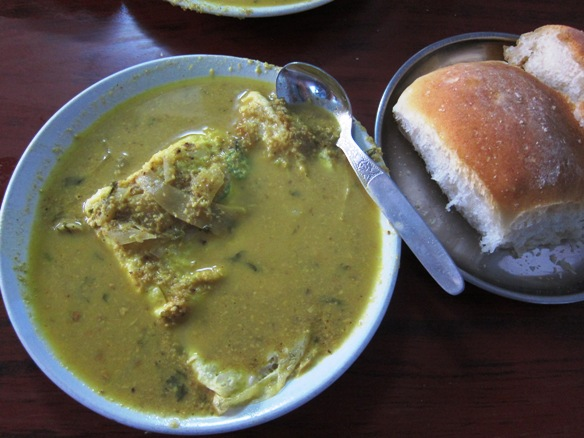
Ros Omelette de Goa, l'omelette sombre dans un curry verdâtre de mouton ou de poulet.

La recherche académique se penche sur les omelettes innovantes dans un monde écologisé adorateur de la nature. Une étude de Université Ivan Franko de Lviv (Ukraine) prône l'amélioration de la composition et de la qualité de l'omelette avec l'utilisation de matières premières naturelles – pollen d'abeille, miel, poudre d'œuf. Cette omelette « api-œuf » est très bien notée par les dégustateurs selon les auteurs.

### Base de données d'images d'omelette décorées au ketchup
Depuis 2014, Keiji Yanai de l'Université d'Electro-Communication de Tokyo collecte méthodiquement les photos d'omelette au riz décorée au ketchup sur Twitter, à partir d'un algorithme de détection automatique. Sa base de données est analysée et lui a permis de construire une application de décoration d'omelette avec saisie de texte ketchup par les utilisateurs.

### Sans œufs, sans poules et sans poêle
Il reste que les œufs sont un produit de l'élevage animal (« nocif pour la planète ») et le futur industrialisé est aux pseudo-œufs végétaux sans poules. Depuis 2019, une émulsion synthétique pour omelette à base végétale est commercialisée par Just egg (start-up de San Francisco) aux États-Unis et en Italie (par Eurovo, Bologne). La marque produit un mélange à omelette à base de haricot mungo; qui dit-elle « honnêtement a un meilleur gout que l'œuf de poule ». Elle met en avant un produit sans cholestérol, sans gluten, sans OGM qui se conserve 4 mois, sans élevage, à bas profil CO2,. La presse pense qu'il y a place pour une amélioration du gout d'œuf, ce qui est d'une importance secondaire puisque Just Egg Frittata est vendue garnie (de végétaux) pliée et coupée en usine, juste cuite pour la restauration rapide,.